# Saloon

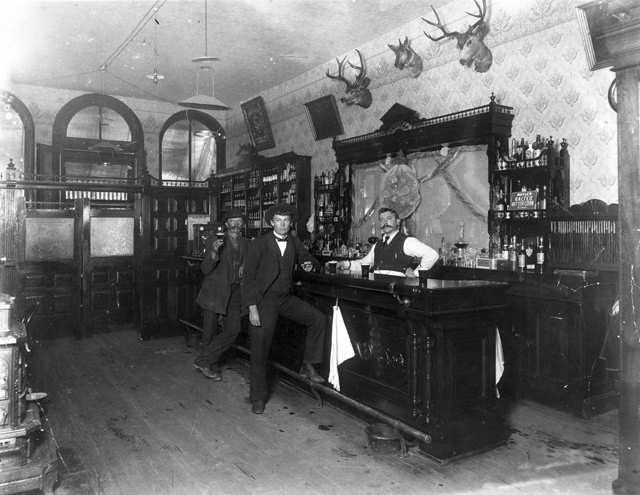
Interno di un tipico saloon americano in una fotografia del 1897.

Il saloon (termine inglese) era un locale pubblico diffuso nel cosiddetto Far West degli Stati Uniti nel XIX secolo. Serviva principalmente bevande alcoliche ma anche cibo e a volte era sede di un albergo. Spesso dotati anche di pianista, i saloon fiorirono progressivamente dai primi decenni dell'Ottocento in poi e sono stati set della maggioranza dei film western. La porta era tradizionalmente costituita da due ante in legno che si aprivano in entrambi i sensi.
I saloon erano il ritrovo abituale di cacciatori di pelli, cowboy, militari, taglialegna, uomini d'affari, fuorilegge, sceriffi e cacciatori di taglie, minatori e scommettitori. Alcuni saloon del vecchio west divennero col tempo dei postriboli e luoghi ove si consumava oppio.

## Storia
La parola saloon si è originata come forma alternativa del francese salon, che significa "Grande sala in un luogo pubblico per divertimento". Negli Stati Uniti il termine iniziò ad essere regolarmente utilizzato a partire dal 1841. Il primo saloon venne costruito a Brown's Hole, nel Wyoming, nel 1822, per servire da luogo di ristoro per i cacciatori di pelle della zona.
Sempre negli Stati Uniti, dove i saloon si diffusero in notevole quantità, dagli anni '80 dell'Ottocento i saloon vennero associati alle prime birrerie, così da unire le fabbriche alla distribuzione della bevanda. La prima ad intraprendere questo esperimento commerciale e sociale fu la Schlitz Brewing Company seguita poi da altre ditte.
Negli anni '80 dell'Ottocento, i saloon erano ormai diffusissimi in tutti gli Stati Uniti. Nella sola città di Leavenworth, Kansas, vi erano "circa 150 saloon e quattro fabbriche di liquori".
I politici spesso frequentavano i saloon perché erano luoghi dove la popolazione era facilmente raggiungibile e in gran numero, sfruttando quindi questi luoghi per la loro campagna elettorale.

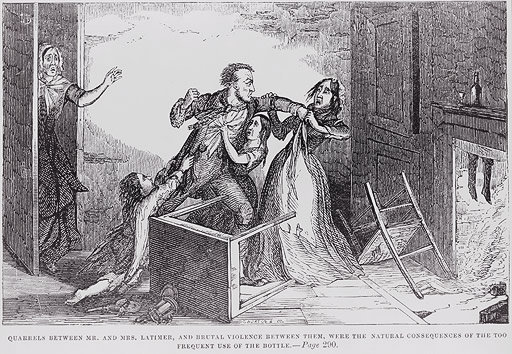
Illustrazione ottocentesca di un uomo ubriaco che picchia la moglie

A partire dal 1893, iniziò la propria attività la Anti-Saloon League che si pose in protesta contro i saloon americani. Nel 1895 l'associazione divenne una vera e propria organizzazione nazionale e divenne una delle principali lobby proibizioniste dell'intero continente, schierandosi con la più antica Woman's Christian Temperance Union e con il Prohibition Party. La lega chiese a tutti i livelli del governo una legislazione per proibire la lavorazione o l'importazione e la distribuzione di alcool, birra e vino. I primi saloon a venire chiusi sulla stregua di questi movimenti furono quelli dell'Arizona dopo il 1906, in particolare a Yuma, Tucson, Phoenix. I membri della lega chiesero alla polizia locale di ritirare le licenze ai gestori che avessero violato gli orari di apertura, che avessero servito alle donne o ai minori. Quest'ondata proibizionista portò all'approvazione del 18º emendamento della costituzione americana nel 1920, abolito poi nel 1933.

### Free lunch
Il free lunch era una pratica comune in certi saloon di offrire il pranzo gratis ai clienti abituali oppure in occasioni particolari per attrarre ulteriori clienti. Questo fenomeno perdurò in particolare dall'ultimo quarto dell'Ottocento. Il pranzo libero poteva essere di diversa natura, dalla forma più semplice a quella più rudimentale, con l'obbligo però dell'acquisto di almeno un drink. Ovviamente il proprietario del saloon si attendeva che gli avventori prendessero poi più di un drink durante il pranzo.

## Aspetto
L'aspetto di saloon variava dal luogo e dall'epoca della sua costruzione. Col crescere delle città, i saloon divennero sempre più raffinati, come pure i prodotti serviti. I primi saloon, sviluppatisi in località remote, spesso con scarse entrate, avevano un arredamento essenziale e poche decorazioni. Nel locale si trovava un camino per scaldarsi nei mesi invernali.
La caratteristica più tipica di tutti i saloon erano però le porte in legno ad ante che si aprivano in entrambi i sensi. Esse erano aperture parziali che giungevano dal petto alle ginocchia, lasciando quindi la possibilità anche a chi si trovava al di fuori del locale di vedere chi si trovava all'interno. Successivamente, nel west americano, i saloon iniziarono a venire decorati maggiormente come nel caso del Barlow Trail Saloon di Damascus, Oregon, che disponeva di un portico molto decorato.
L'aspetto dei saloon dipendeva anche dal gruppo etnico a cui erano rivolti. Gli irlandesi preferivano il servizio al banco e prevalentemente basato sul consumo di whiskey. I saloon rivolti agli emigrati tedeschi avevano più l'aspetto di ristoranti con tavoli dove si serviva cibo e birra, ed erano perlopiù rivolti a gruppi e famiglie. Altri gruppi etnici che disponevano di loro saloon furono gli scandinavi, gli ebrei, i greci e gli italiani, anche se spesso questi preferivano club più intimi rispetto al rito del bere in pubblico.

## Intrattenimento

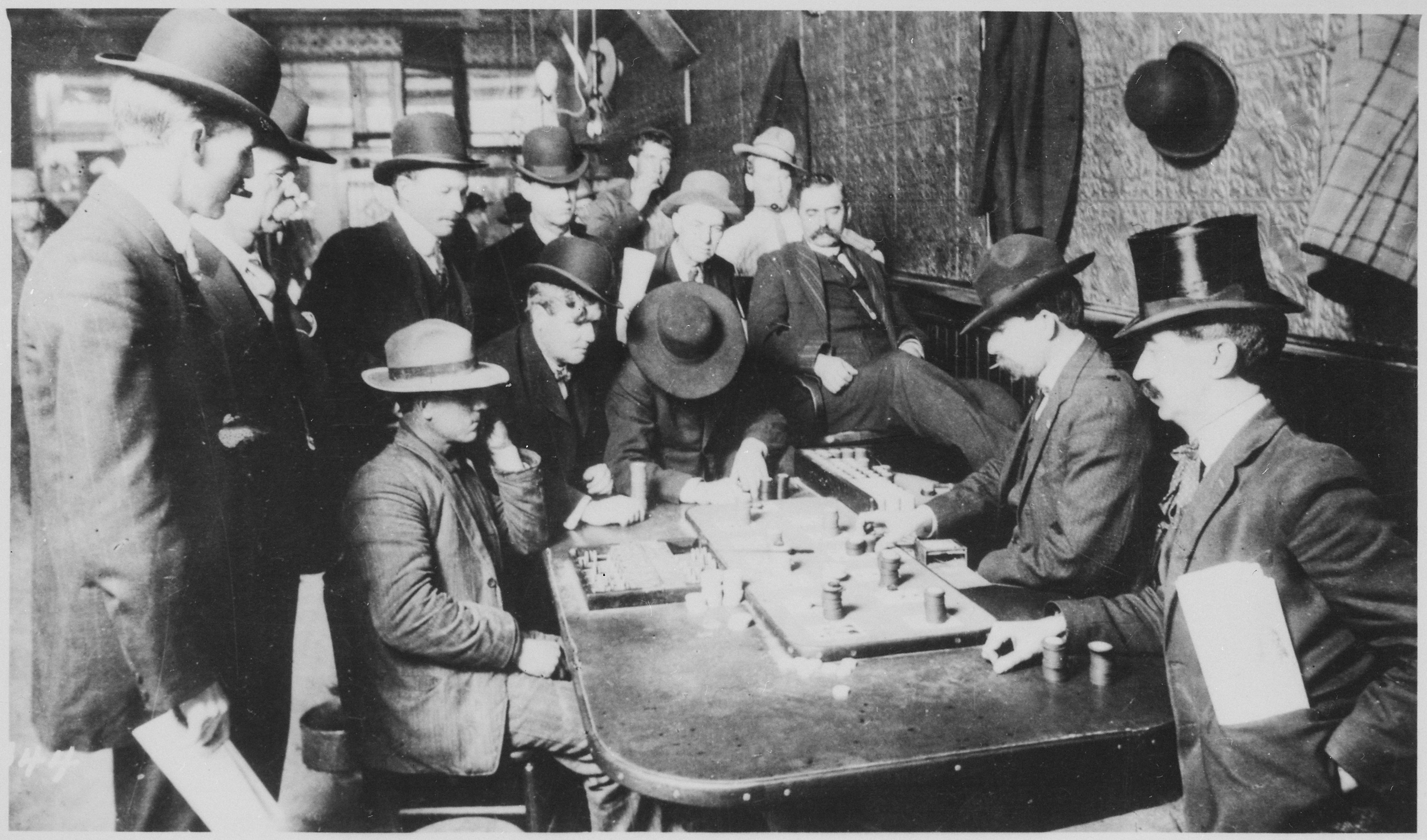
Scommesse all'Orient Saloon di Bisbee, Arizona, c. 1900. Fotografia di C.S. Fly.

I saloon erano anche luogo di intrattenimento, offrendo spesso spettacoli di ballerine, le quali spesso (se non nella maggior parte dei casi) arrotondavano il compenso facendo anche le prostitute. Molti saloon offrivano giochi d'azzardo a carte come il faro, poker, brag, il gioco delle tre carte e i dadi. Col tempo vennero aggiunti nei saloon anche il biliardo, le freccette ed il bowling. Alcuni saloon includevano anche dei pianisti, delle ballerine di can-can e delle scenette teatrali. Uno degli esempi più completi di questa tipologia di saloon era il Long Branch Variety Show che attualmente è stato ricreato nel Long Branch Saloon a Dodge City, Kansas.

### Alcool
Alla fondazione di un nuovo villaggio, poco dopo veniva aperto un saloon per intrattenere gli abitanti, luogo che inizialmente era poco più di una tenda o di una baracca di legno dove si serviva prevalentemente whiskey (realizzato spesso artigianalmente) e tabacco da masticare.

#### L'importazione
Col crescere delle città e il progredire dei tempi, i saloon iniziarono non solo a venire più decorati e ad assumere la forma di veri e propri locali, ma spesso iniziarono ad importare liquori più pesanti dagli Stati Uniti orientali e dall'Europa.

#### Birra
La birra era spesso servita a temperatura ambiente dal momento che la refrigerazione era perlopiù impossibile. Adolphus Busch introdusse la refrigerazione e la pastorizzazione della birra nel 1880 col suo marchio Budweiser. La birra veniva talvolta conservata in barili nei locali stessi. Alcuni saloon producevano birra personalmente.

## Saloon famosi

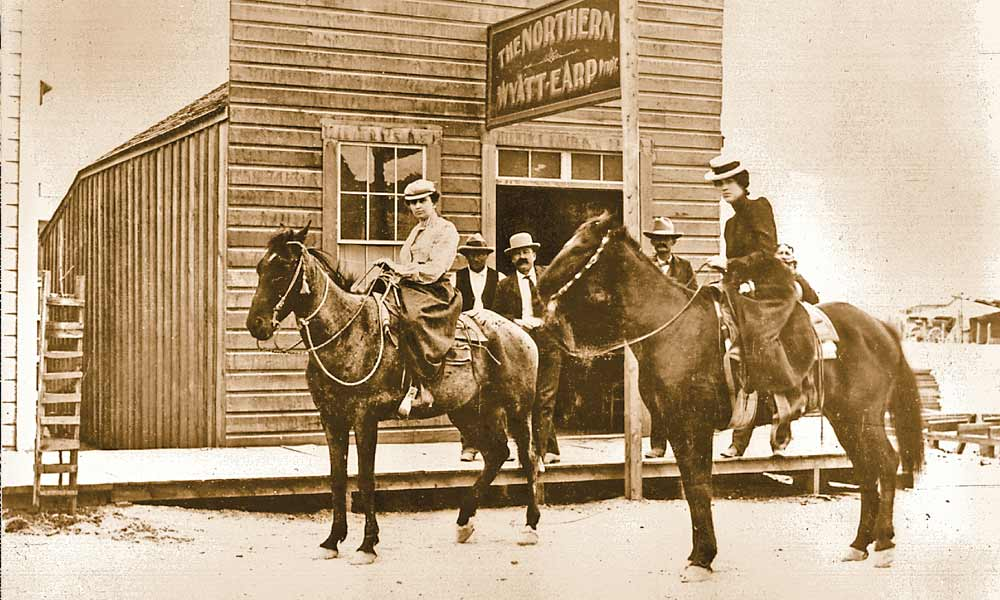
The Northern, saloon Wyatt Earp a Tonopah, Nevada, c. 1902. Josie Earp dovrebbe essere la donna a cavallo sulla sinistra.

Tra i saloon più famosi vi erano il First Chance Saloon di Miles City, Montana; il Bull's Head di Abilene, Kansas; l'Arcade Saloon di Eldora, Colorado; l'Holy Moses di Creede, Colorado; il Long Branch Saloon di Dodge City, Kansas; il Birdcage Theater di Tombstone, Arizona; il Bucket of Blood Saloon a Virginia City, Nevada; il Jersey Lilly di Langtry, Texas. Molti di questi esercizi commerciali rimanevano aperti ventiquattr'ore su ventiquattro, sei giorni alla settimana eccetto la domenica e Natale.

### Bull's Head
Nel west americano, frequenti erano gli incidenti nei saloon. Phil Coe, proprietario del saloon Bull's Head di Abilene, Kansas, oltraggiò la popolazione della città facendo dipingere sulla sua insegna la figura di un toro con un pene eretto. Un pistolero dell'epoca, Wild Bill Hickok, minacciò di far bruciare il saloon se l'insegna non fosse stata cancellata ed inviò alcuni dei suoi uomini a intimidire Coe. I due divennero nemici ed in uno scontro successivo, Wild Bill Hickok uccise Coe.
Wild Bill, come pistolero professionista, venne successivamente ucciso il 2 agosto 1876 da Jack McCall, che gli sparò alla nuca nel Saloon No. 10, di Deadwood, Dakota del Sud, mentre Wild Bill stava giocando a carte. Secondo la tradizione, Wild Bill aveva delle carte che divennero poi note come "mano del morto" nel gioco del poker.

### I saloon di Wyatt Earp
L'ex uomo di legge, giocatore d'azzardo e scommettitore Wyatt Earp lavorò o fu proprietario di diversi saloon nella sua vita, da solo o in partnership con altri. Assieme a due dei suoi fratelli giunse a Tombstone, in Arizona, il 1º dicembre 1879 ed al gennaio del 1881, il proprietario dell'Oriental Saloon, Lou Rickabaugh, aveva già ceduto a Wyatt Earp un quarto degli interessi delle concessioni del proprio saloon in cambio dei suoi servizi come manager e responsabile della sicurezza. p. 41 Wyatt invitò un altro suo amico, il pistolero Bat Masterson, a Tombstone per aiutarlo nella gestione dell'Oriental Saloon. Nel 1884, Wyatt e sua moglie Josie, Warren, James e Bessie Earp lasciarono la città per Eagle City, nell'Idaho. Wyatt si pose alla ricerca di oro nel distretto minerario di Murray-Eagle. La famiglia aprì ancora una volta un saloon chiamato The White Elephant, in una caratteristica tenda da circo. Un annuncio su un giornale locale invitava "venite a vedere l'elefante!".
Tra il 1885 e il 1887, Earp e Josie si trasferirono a San Diego dove la ferrovia stava per giungere e pertanto i commerci ci si aspettava potessero essere più floridi. Earp trasse profitto sul boom economico a San Diego. Tra il 1887 ed il 1896 acquistò quattro saloon e sale da gioco a San Diego, il più famoso era il suo Oyster Bar situato nella Louis Bank of Commerce sulla Fifth Avenue. Durante il loro picco, le sale da gioco di Earp offrivano circa ventuno giochi d'azzardo tra i quali il faraone, il blackjack, il poker, il keno e altri giochi tipici dell'epoca vittoriana come il pedro ed il monte. Al picco del boom, l'incasso era di 1000 dollari a sera. Uno storico descrive l'ambiente di San Diego dell'epoca come "pazzo per la febbre del gioco [...] il crimine era dilagante. Omicidi, furti, rapine, risse e licenziosità generale erano all'ordine del giorno, le rapine erano all'ordine del giorno".
Nell'autunno del 1897, Earp e Josie decisero di aderire al boom della corsa all'oro e per questo si spostarono a Nome, in Alaska. Qui dall'estate del 1899 aprirono una taverna e nel settembre di quello stesso anno, Earp ed il suo socio Charles Ellsworth Hoxie costruirono il Dexter Saloon a Nome, uno dei più lussuosi e grandi di tutta la città.
Wyatt e Josie tornarono in California nel 1901 con un patrimonio stimato di 80.000 dollari. Nel febbraio del 1902, giunsero a Tonopah, in Nevada, dove era stata scoperta da poco una nuova vena aurifera. Qui aprirono il Northern Saloon.

## Gallery

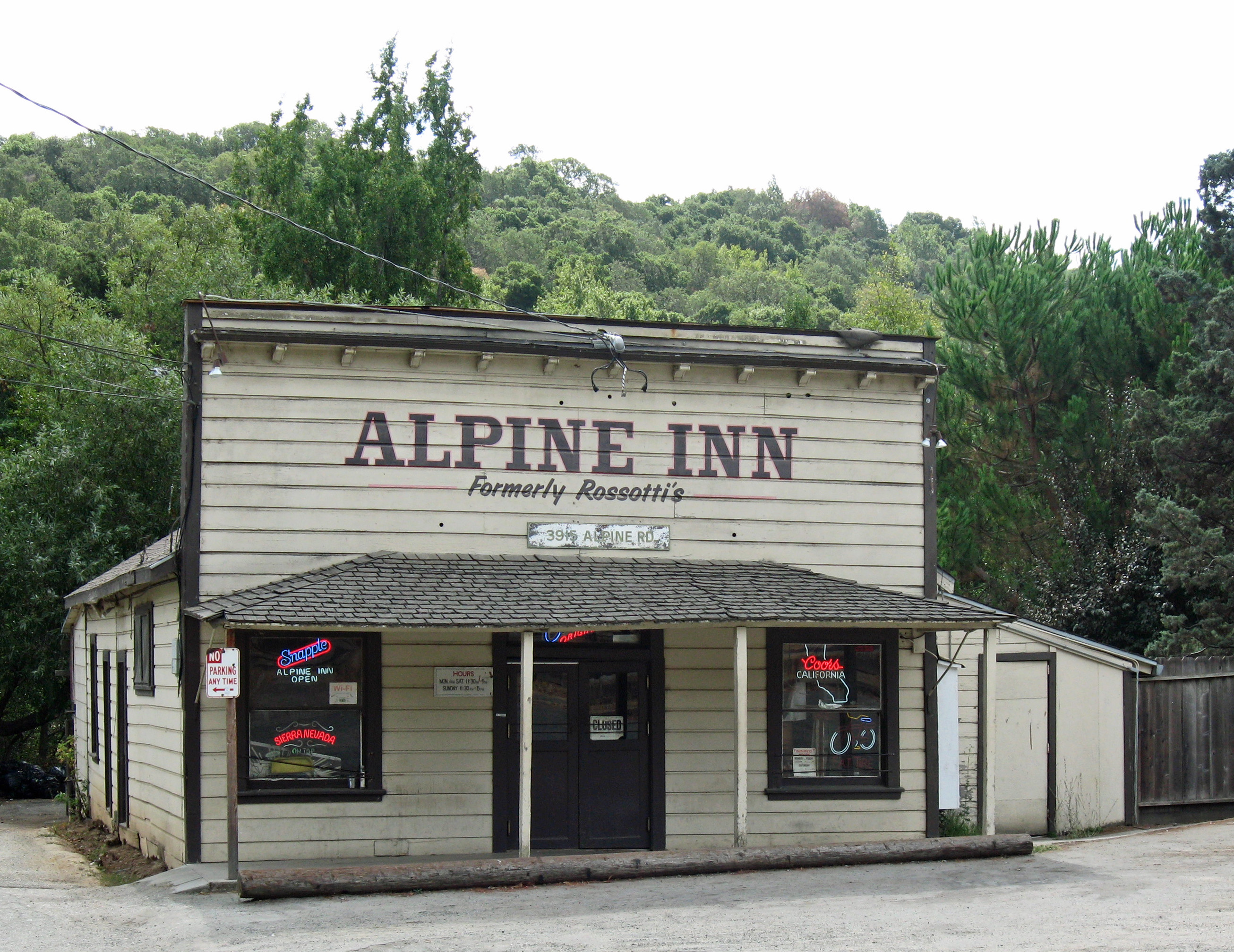
L'Alpine Inn, ex Rossotti's Saloon, a Portola Valley, California. Costruito nel 1850.
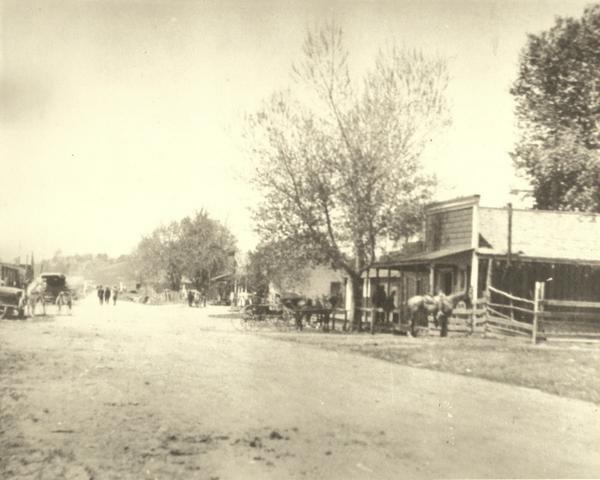
Il Pozo Saloon (a destra) a Pozo, California. Costruito nel 1858.
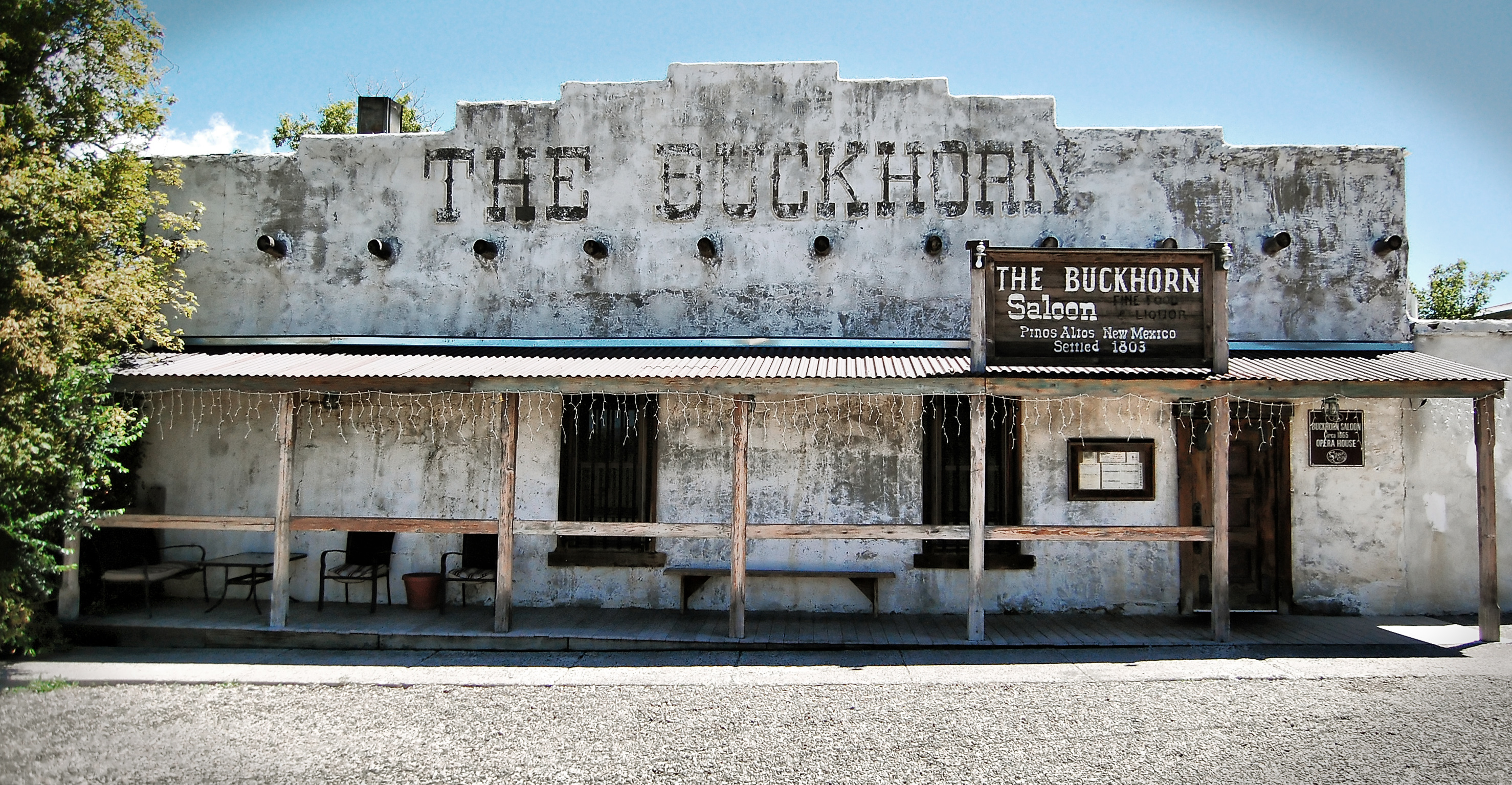
Il Buckhorn Saloon a Pinos Altos, Nuovo Messico. Costruito nel 1860 circa.
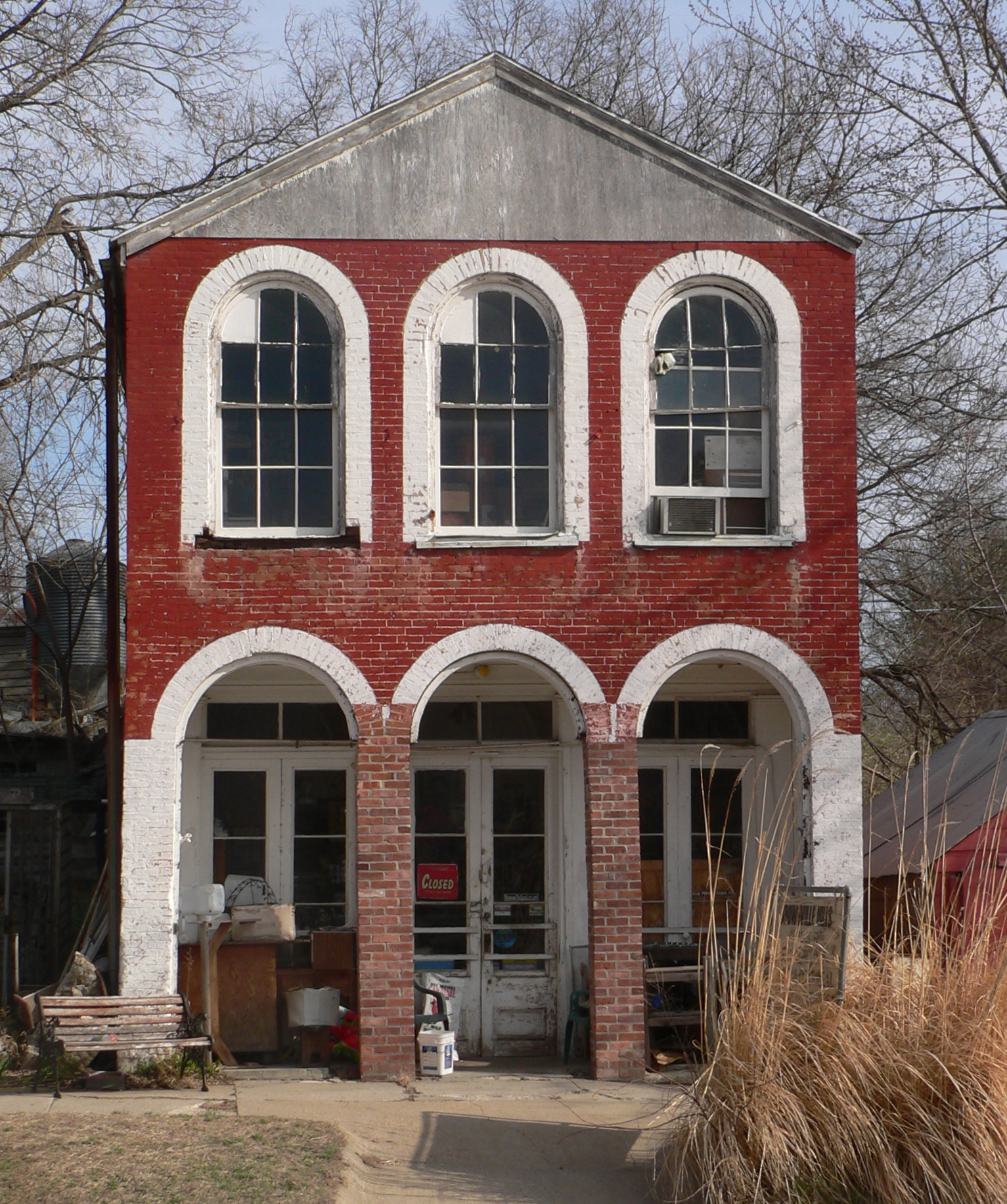
Il Lone Tree Saloon di Brownville, Nebraska. Costruito nel 1868 circa.
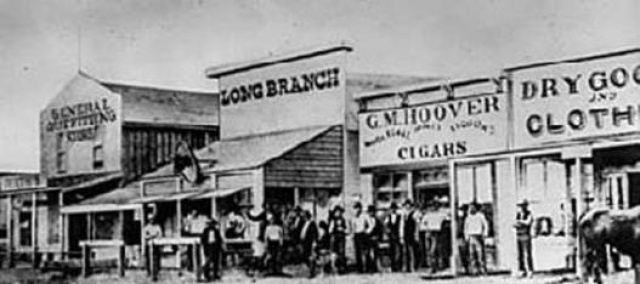
Il Long Branch Saloon di Dodge City, Kansas. Costruito nel 1874 circa.
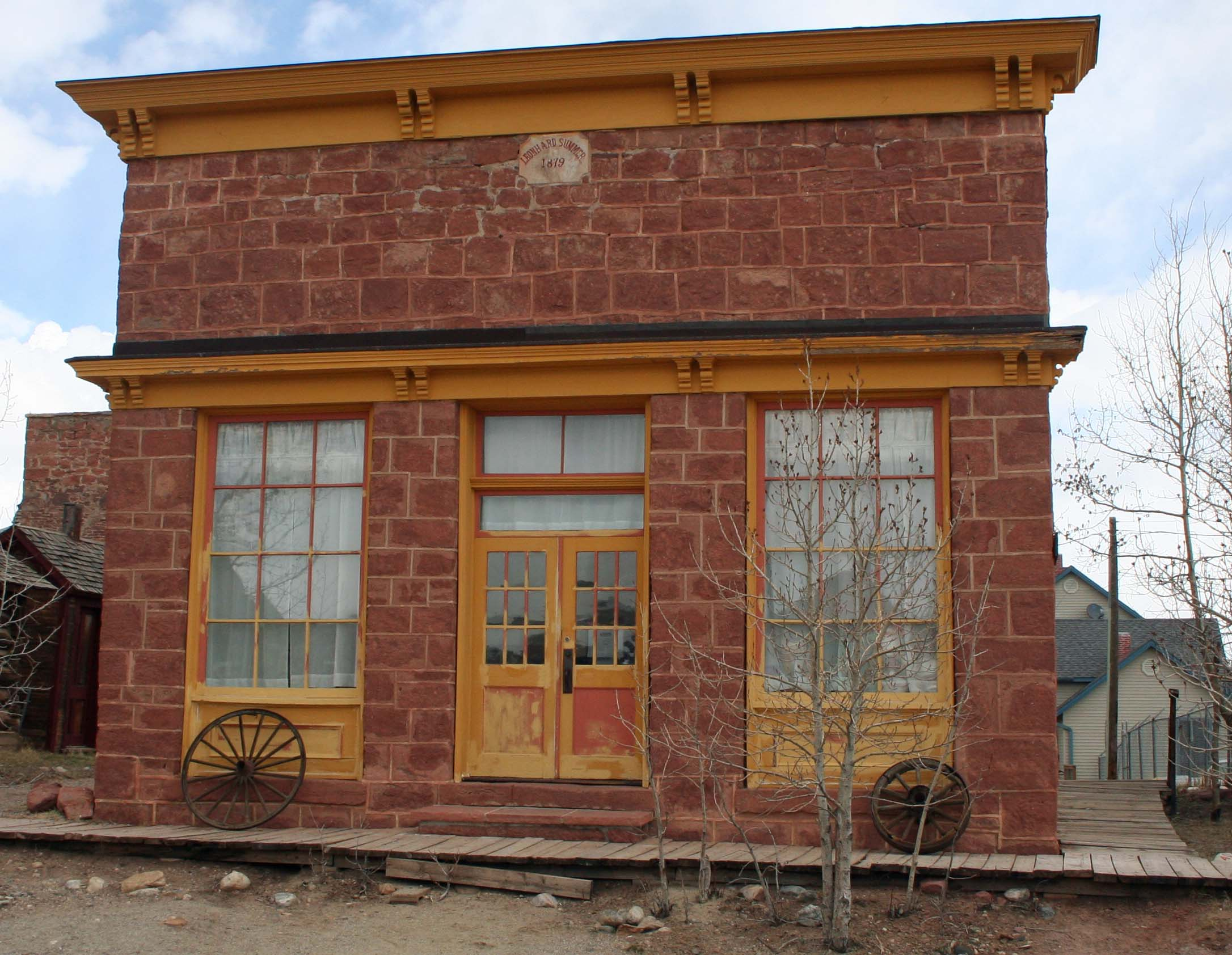
Il Summer Saloon di Fairplay, Colorado. Costruito nel 1879.
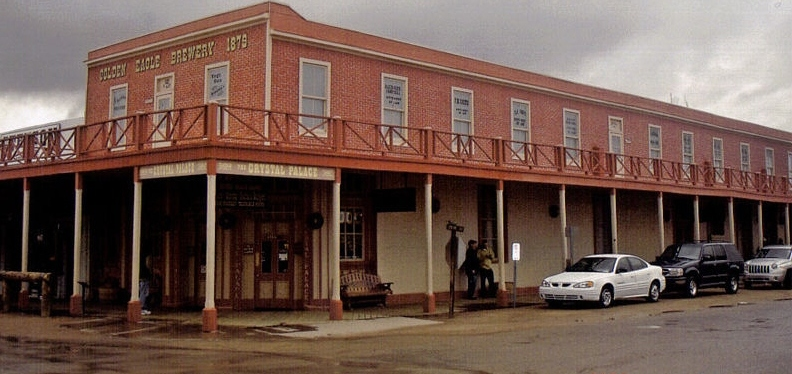
Il Crystal Palace, ex Golden Eagle Brewery, di Tombstone, Arizona. Costruito nel 1879.
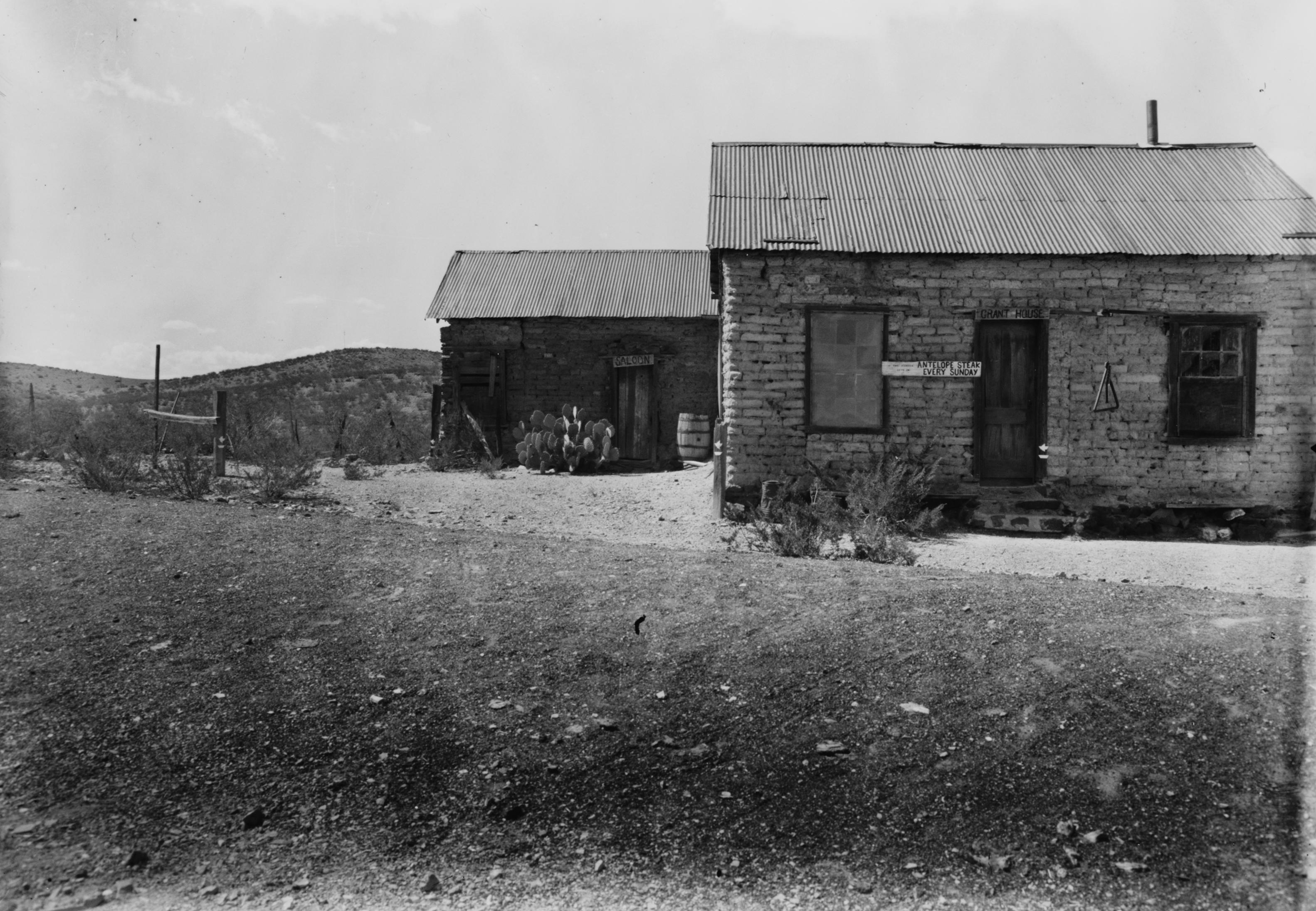
Il saloon (a sinistra) di Shakespeare, Nuovo Messico. Costruito nel 1880 circa.
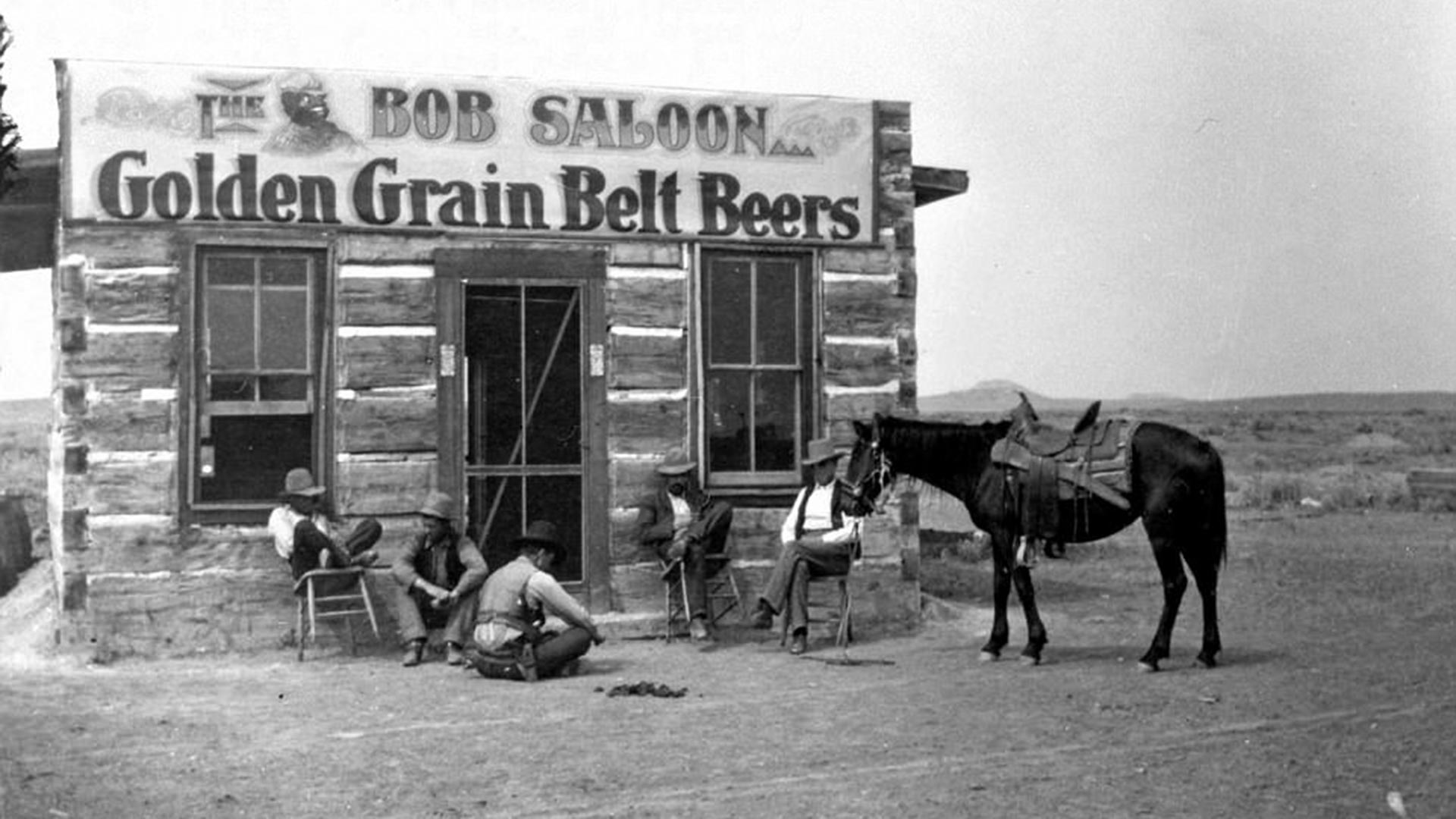
Il Bob Saloon di Miles City, Montana, 1880.
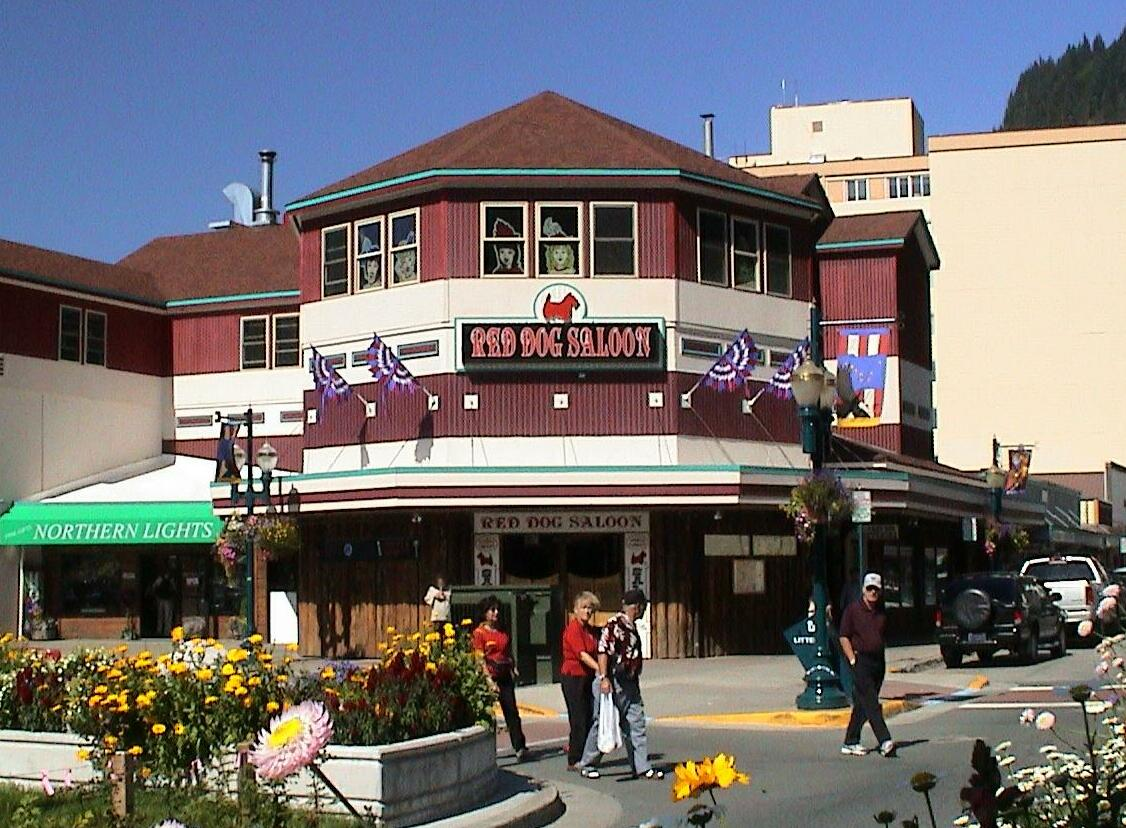
Il Red Dog Saloon di Juneau, Alaska. Costruito nel 1881 circa.
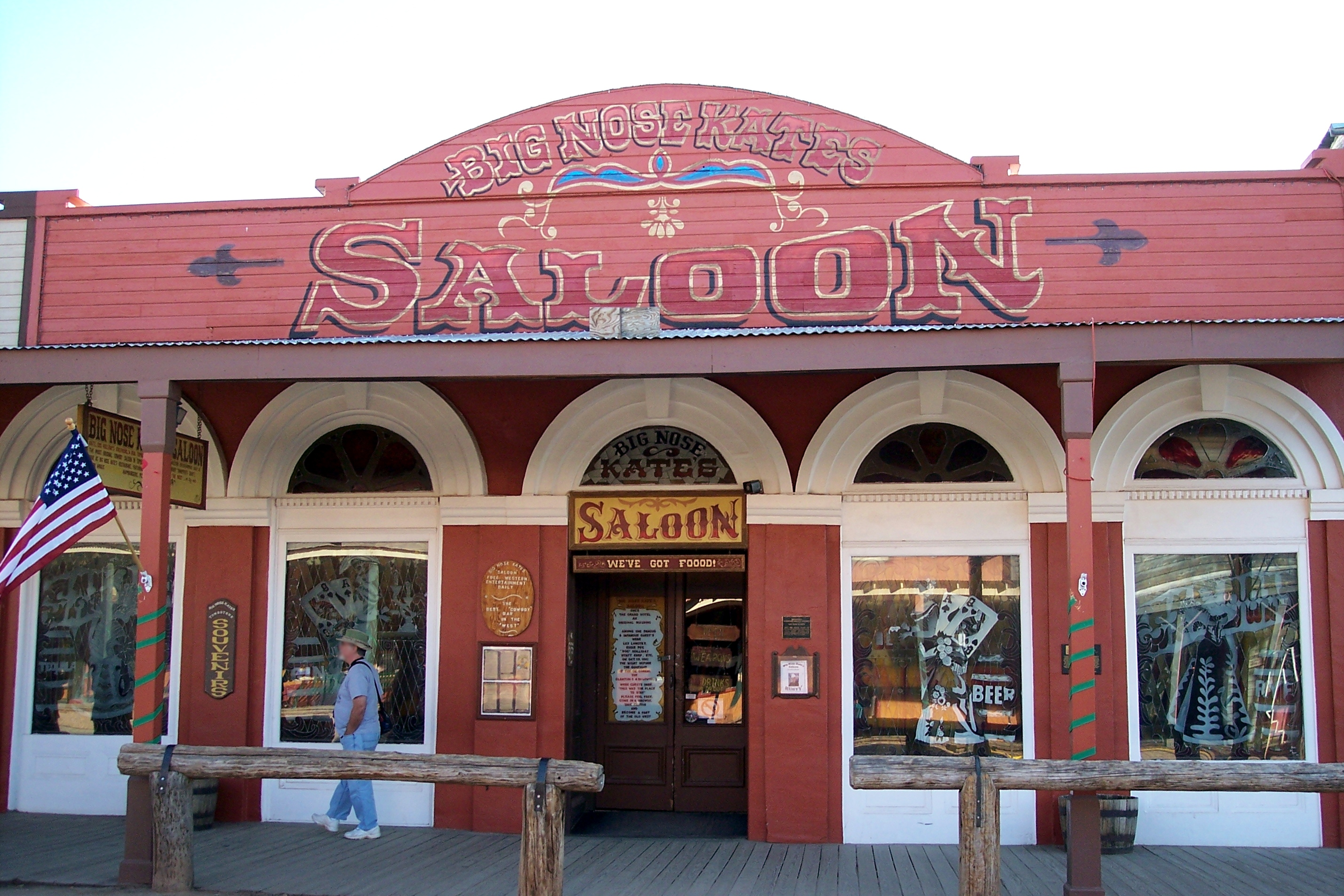
Il Big Nose Kate, ex Grand Hotel, di Tombstone, Arizona. Costruito nel 1881.
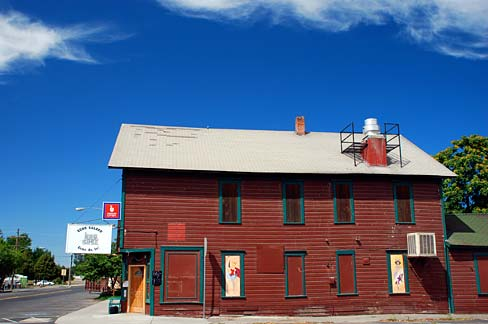
L'Echo Saloon di Echo, Oregon. Costruito nel 1883 circa.
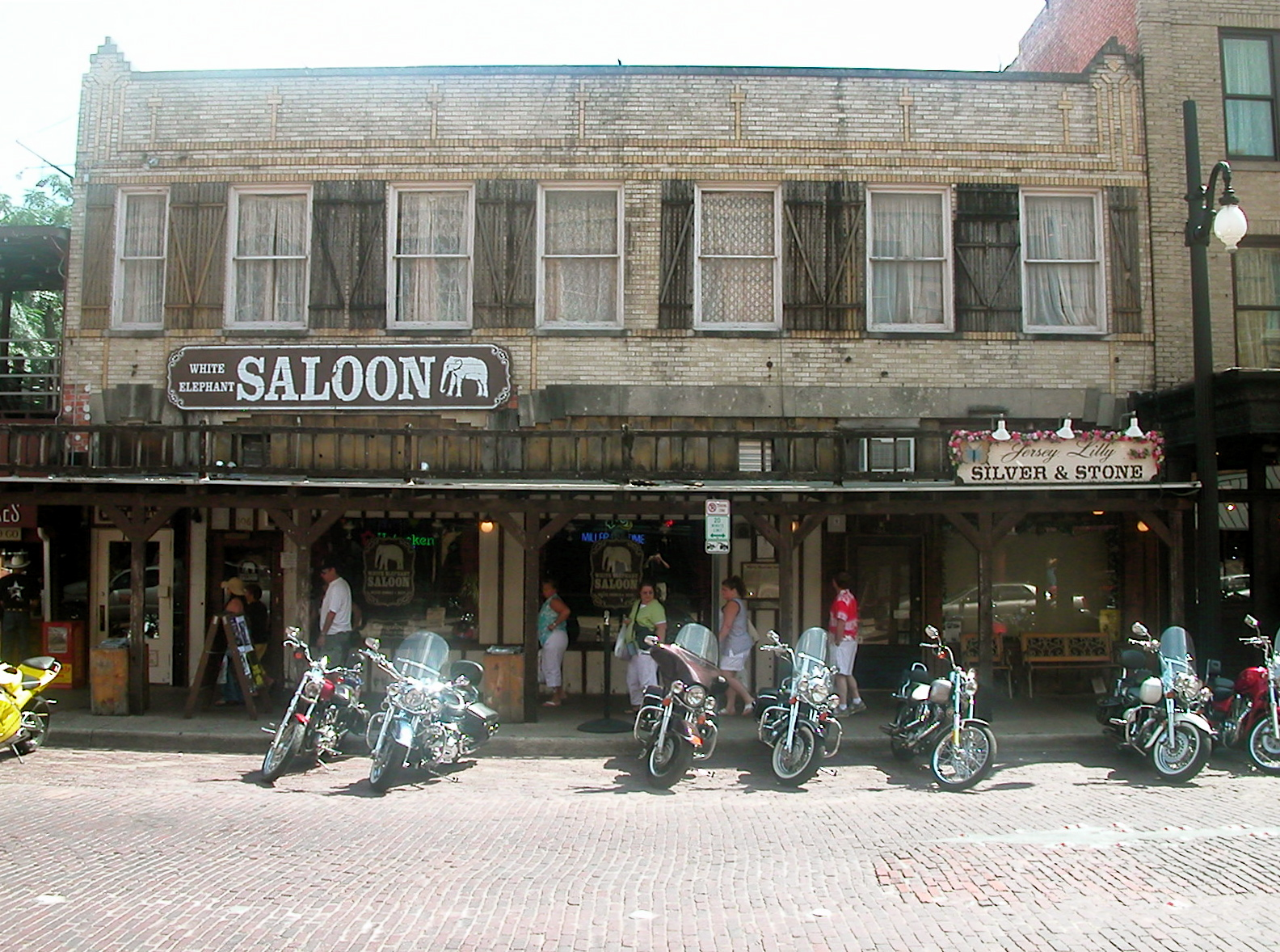
Il White Elephant Saloon di Fort Worth, Texas. Costruito nel 1884.
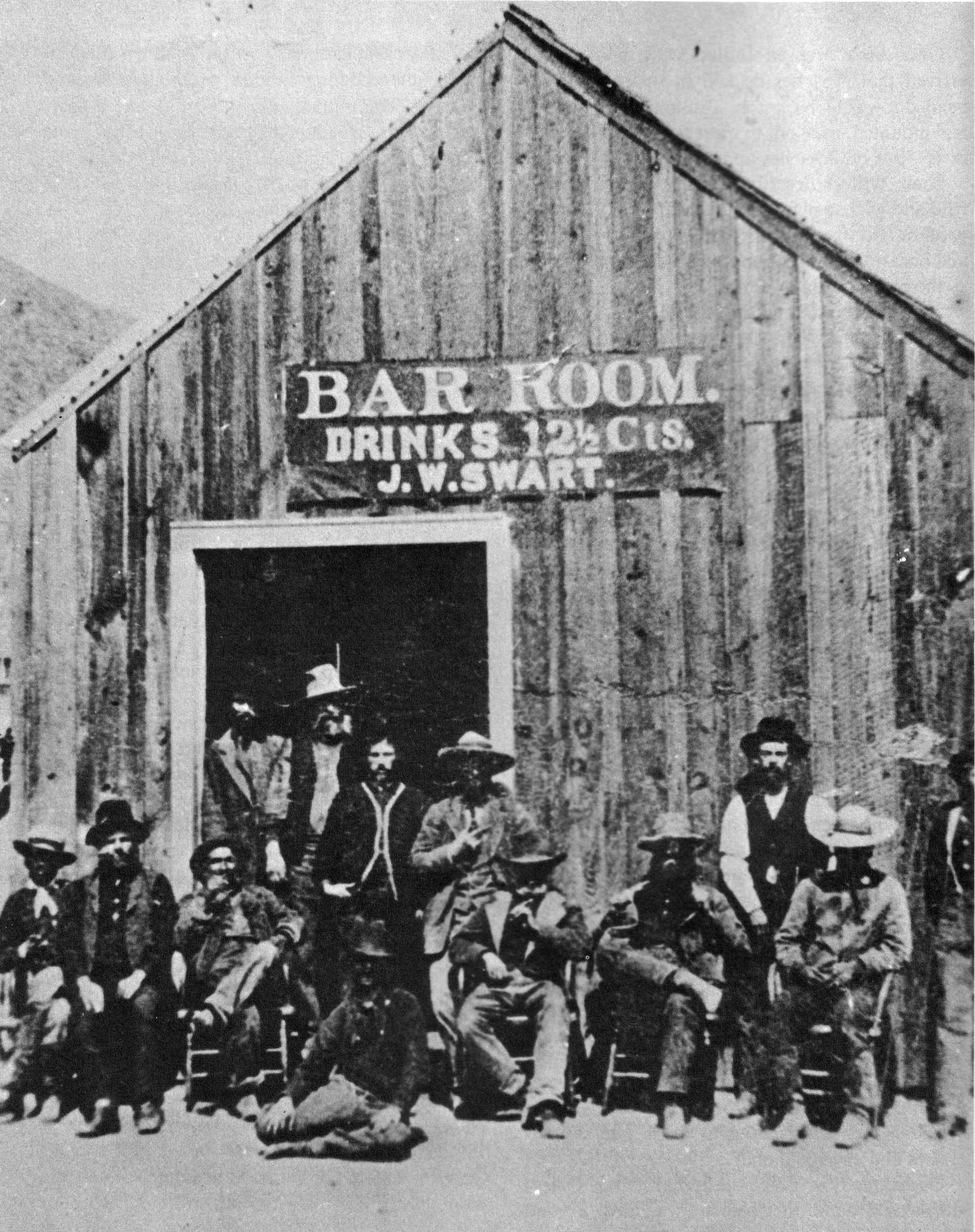
Il Bar Room di Charleston, Arizona. Costruito nel 1885.
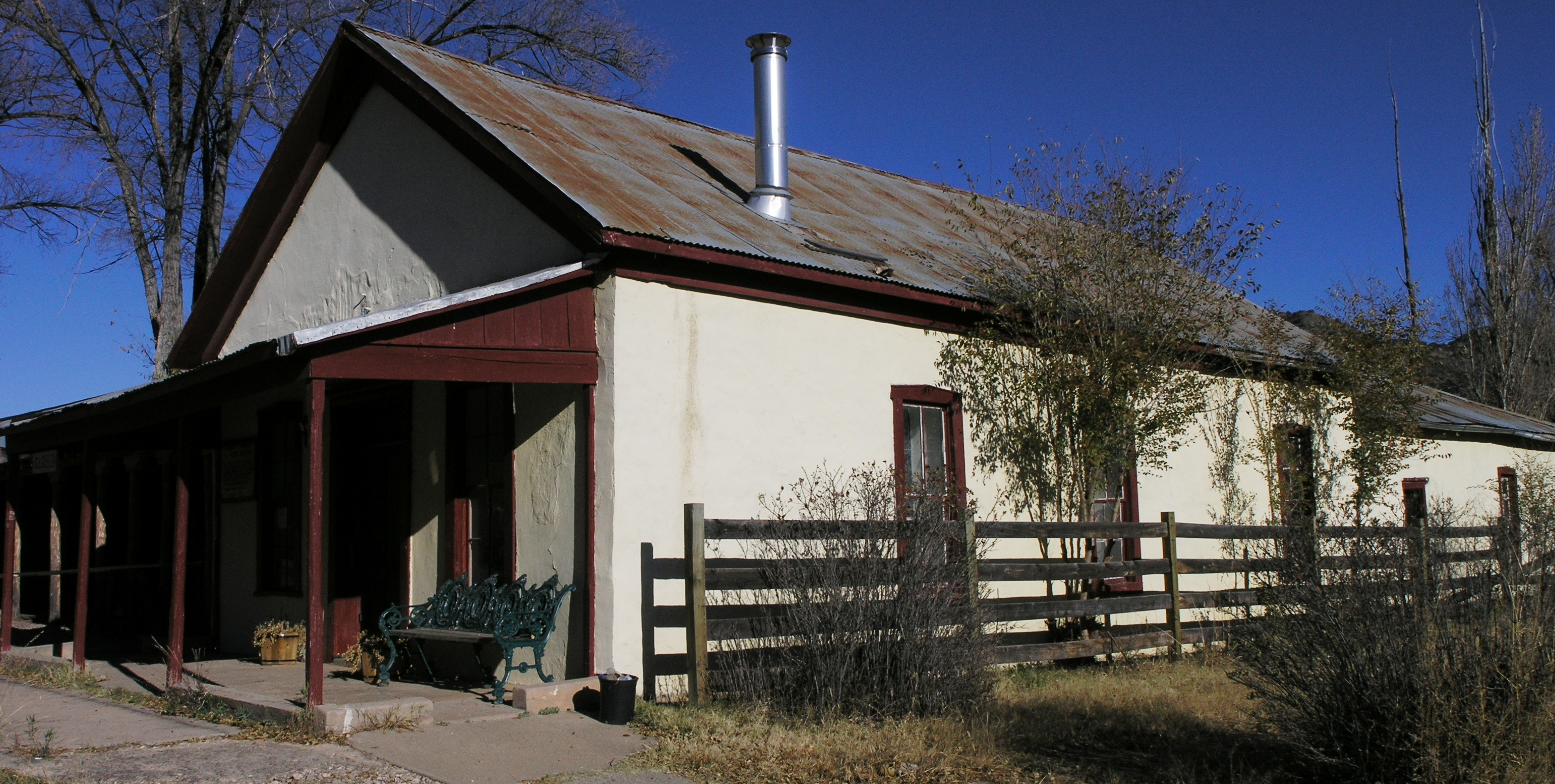
Il Curry Saloon di Lincoln, Nuovo Messico. Costruito nel 1887.
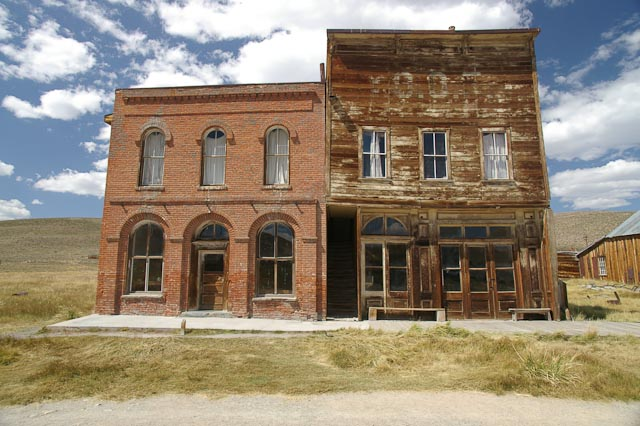
Il Bodie Saloon (a sinistra) di Bodie, California. Costruito nel 1892 circa.
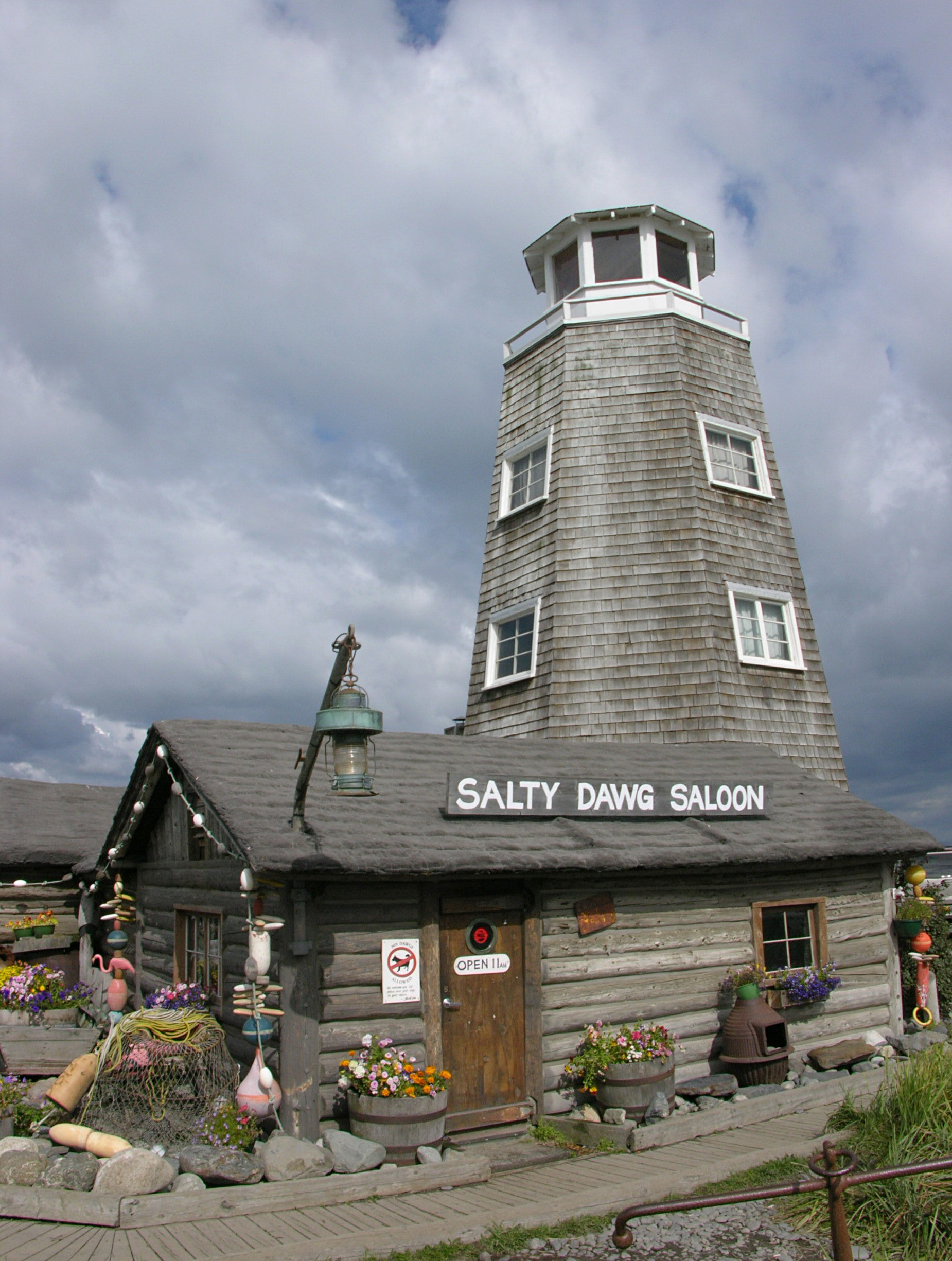
Il Salty Dawg Saloon di Homer, Alaska. Costruito nel 1897.
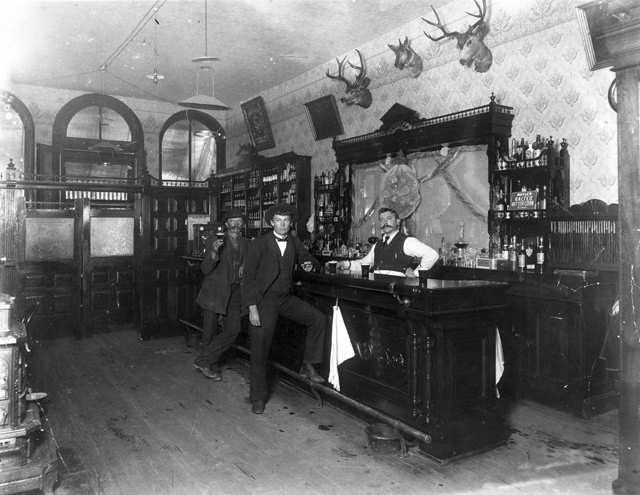
Interno del Toll Gate Saloon nel 1897 Black Hawk, Colorado.
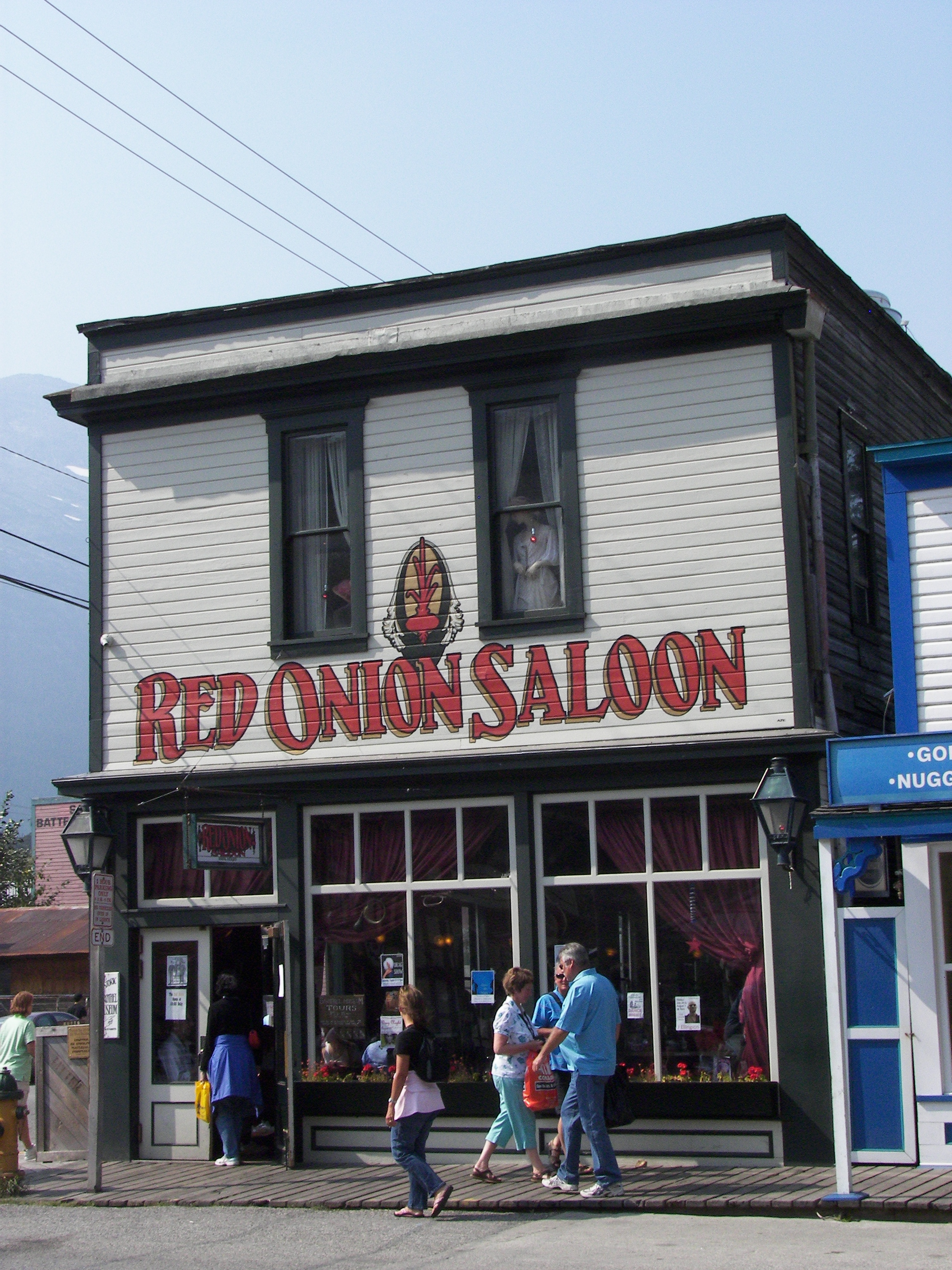
Il Red Onion Saloon di Skagway, Alaska. Costruito nel 1898.
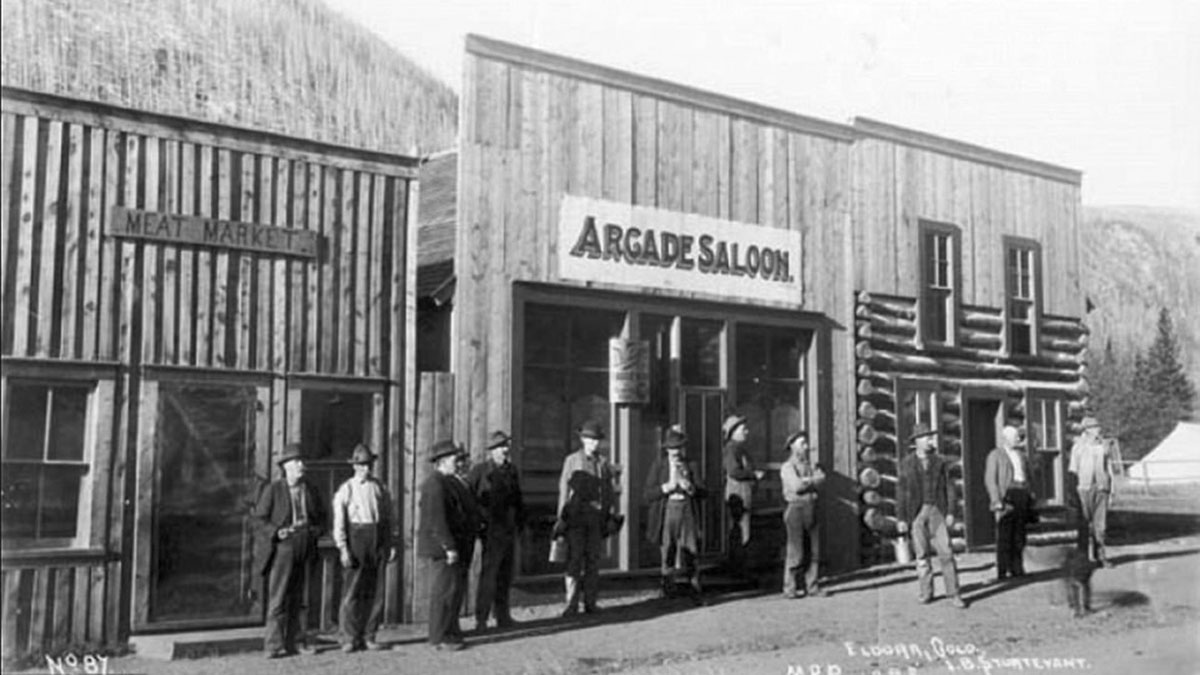
L'Arcade Saloon nel 1898 Eldora, Colorado.
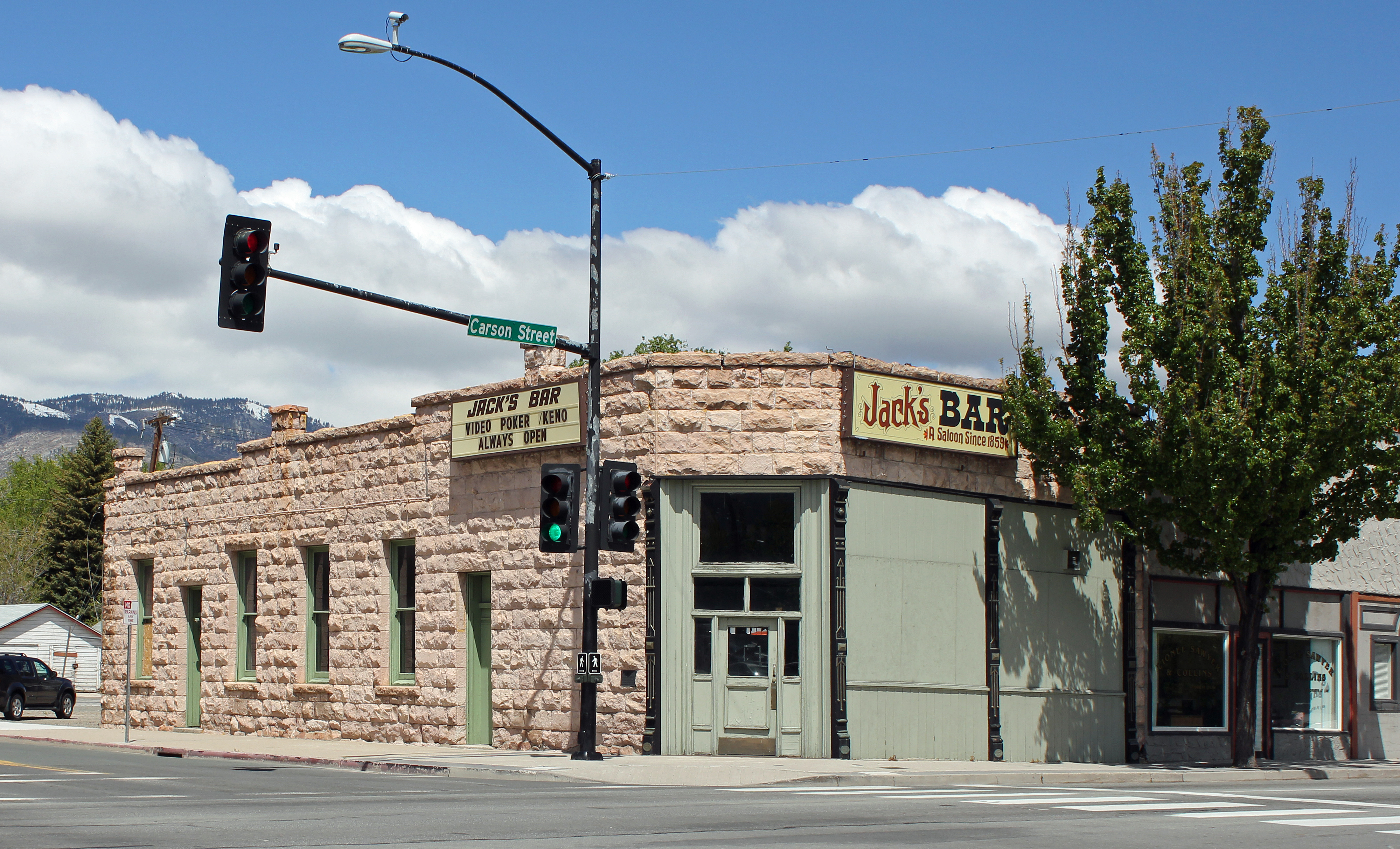
Jack's Bar, ex Bank Saloon, di Carson City, Nevada. Costruito nel 1899.
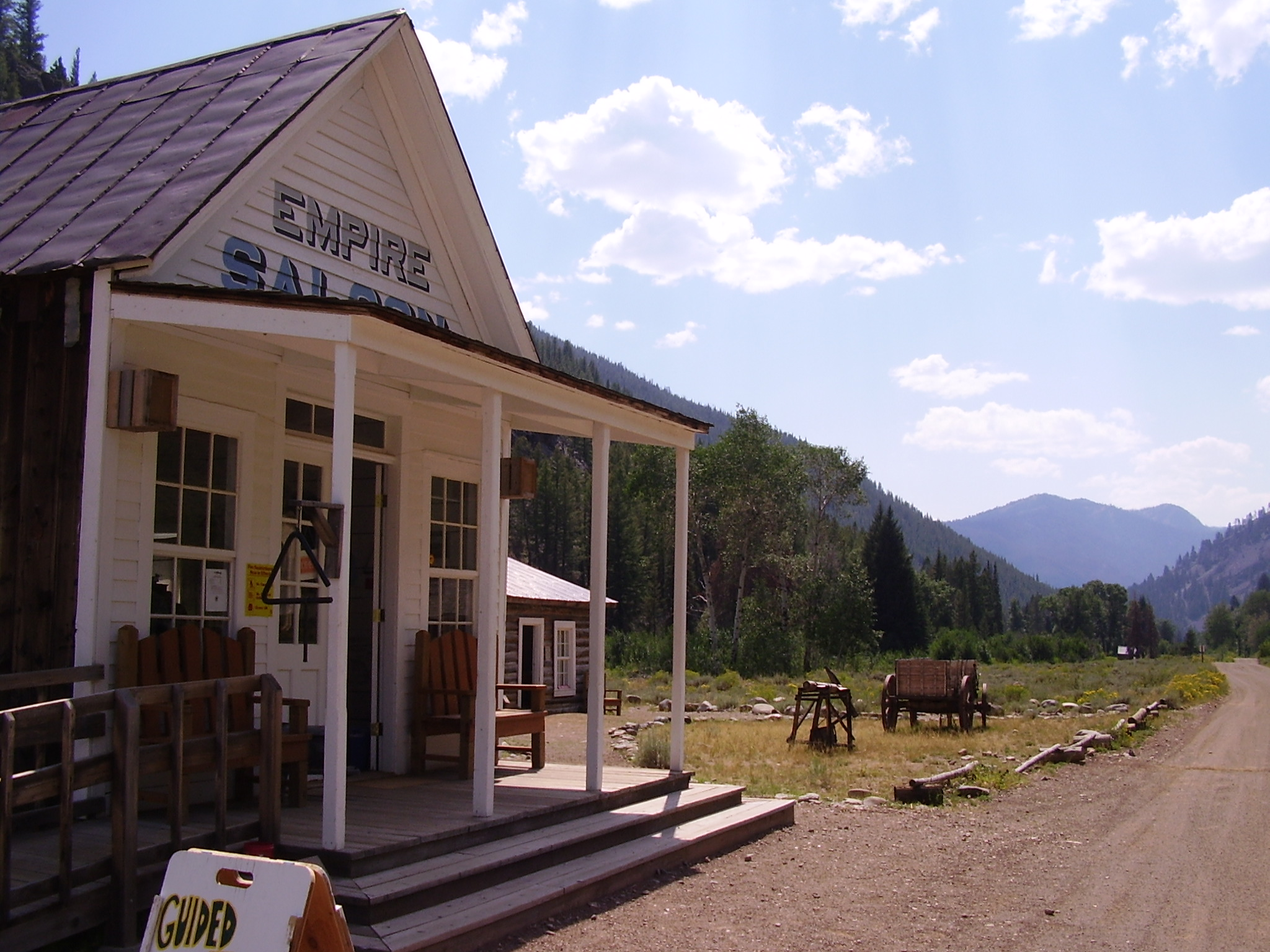
L'Empire Saloon di Custer, Idaho. Costruito nel 1900 circa.
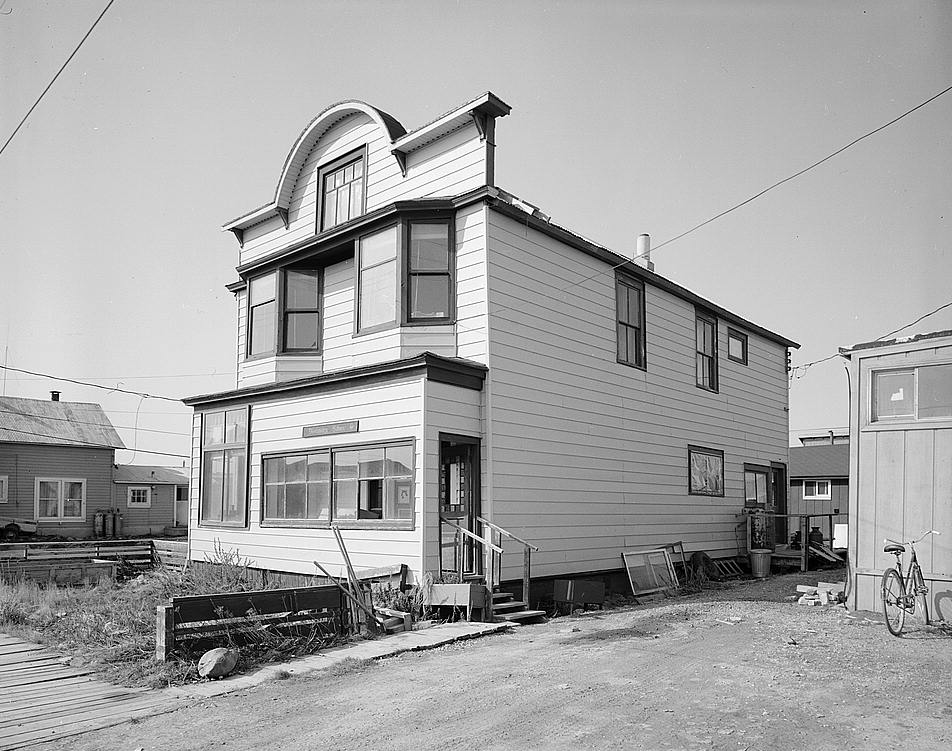
Il Discovery Saloon di Nome, Alaska. Costruito nel 1901.
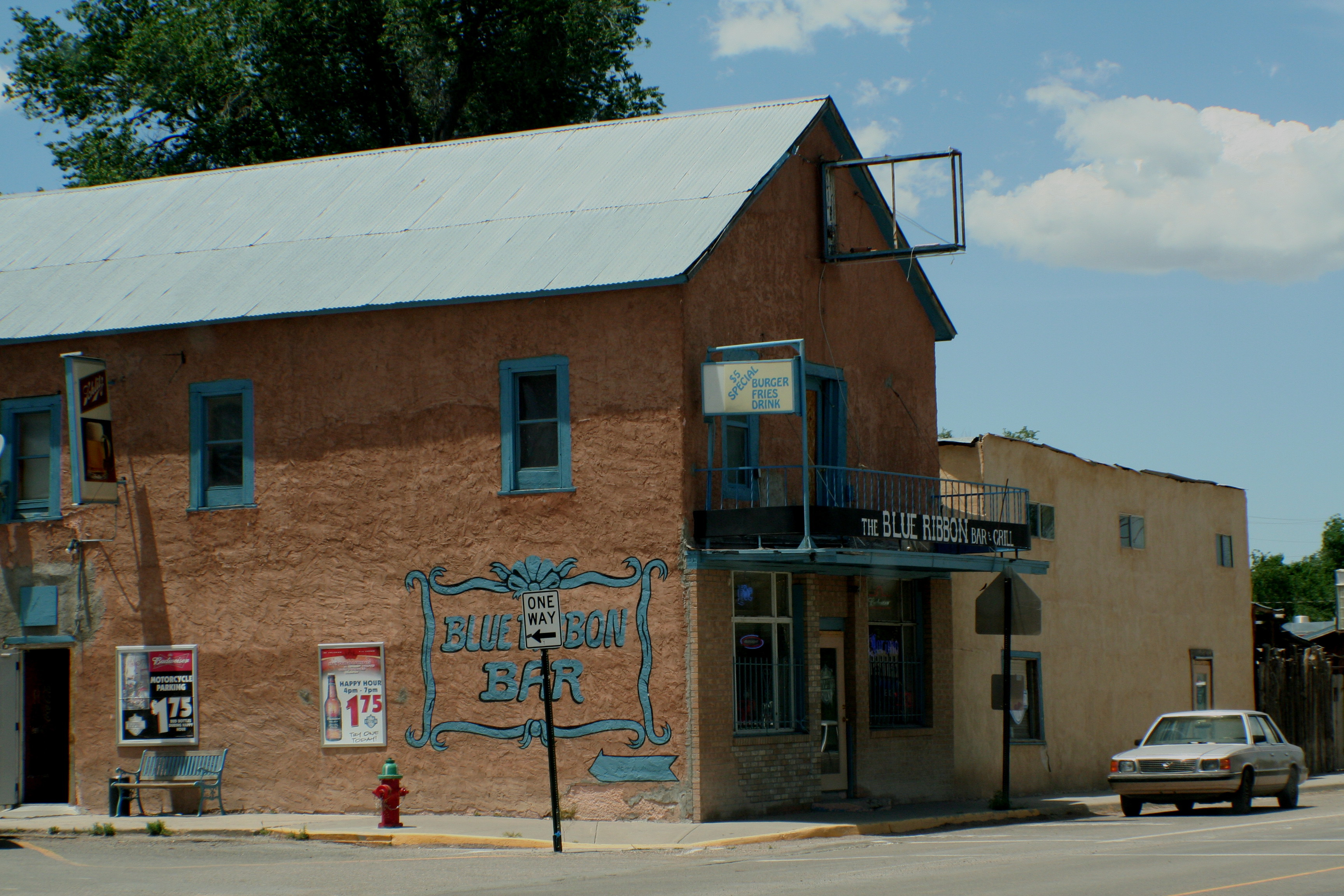
Il Blue Ribbon Bar & Grill, ex Estancia Saloon, di Estancia, Nuovo Messico. Costruito nel 1903.
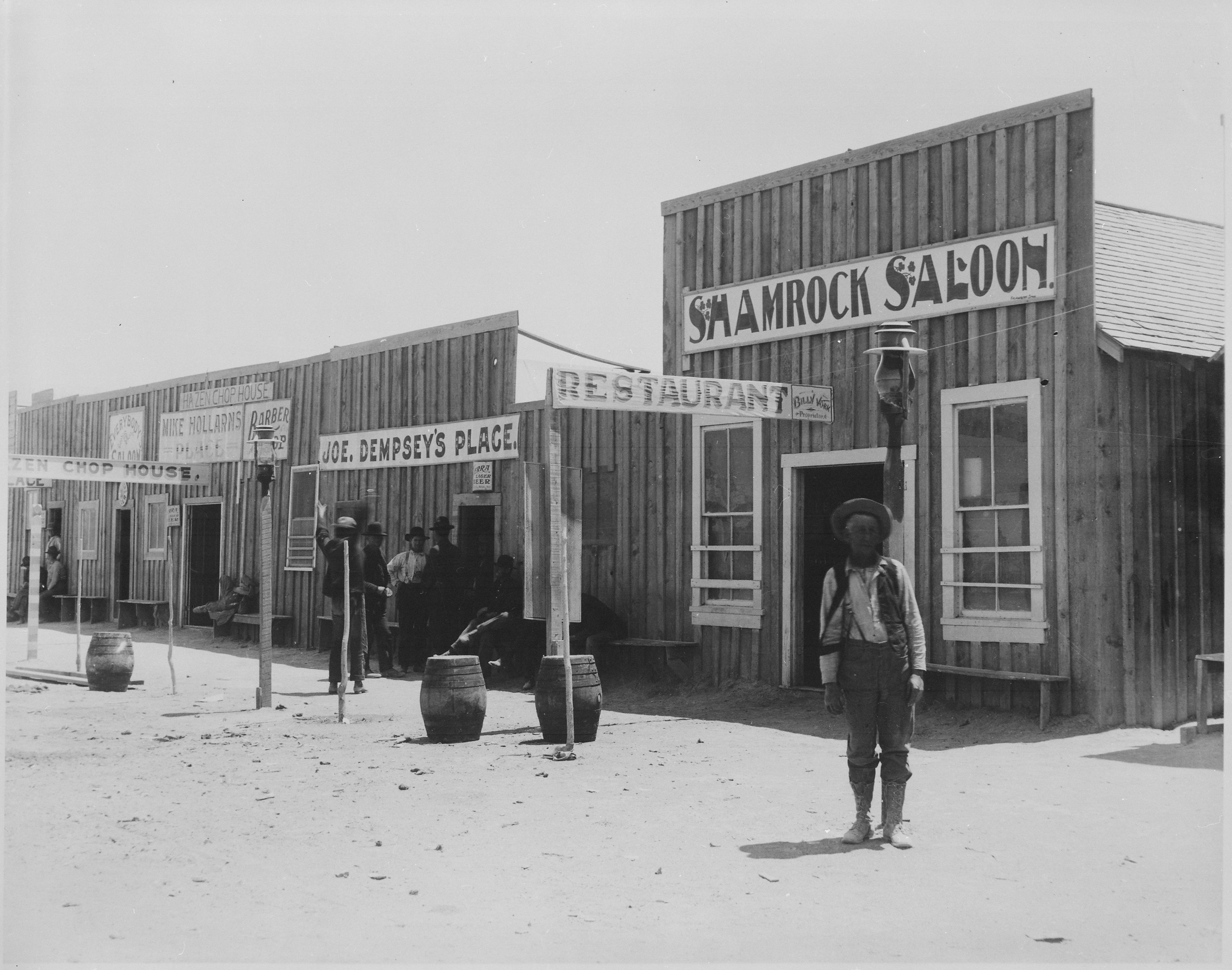
Lo Shamrock Saloon nel 1905 presso Hazen, Nevada.
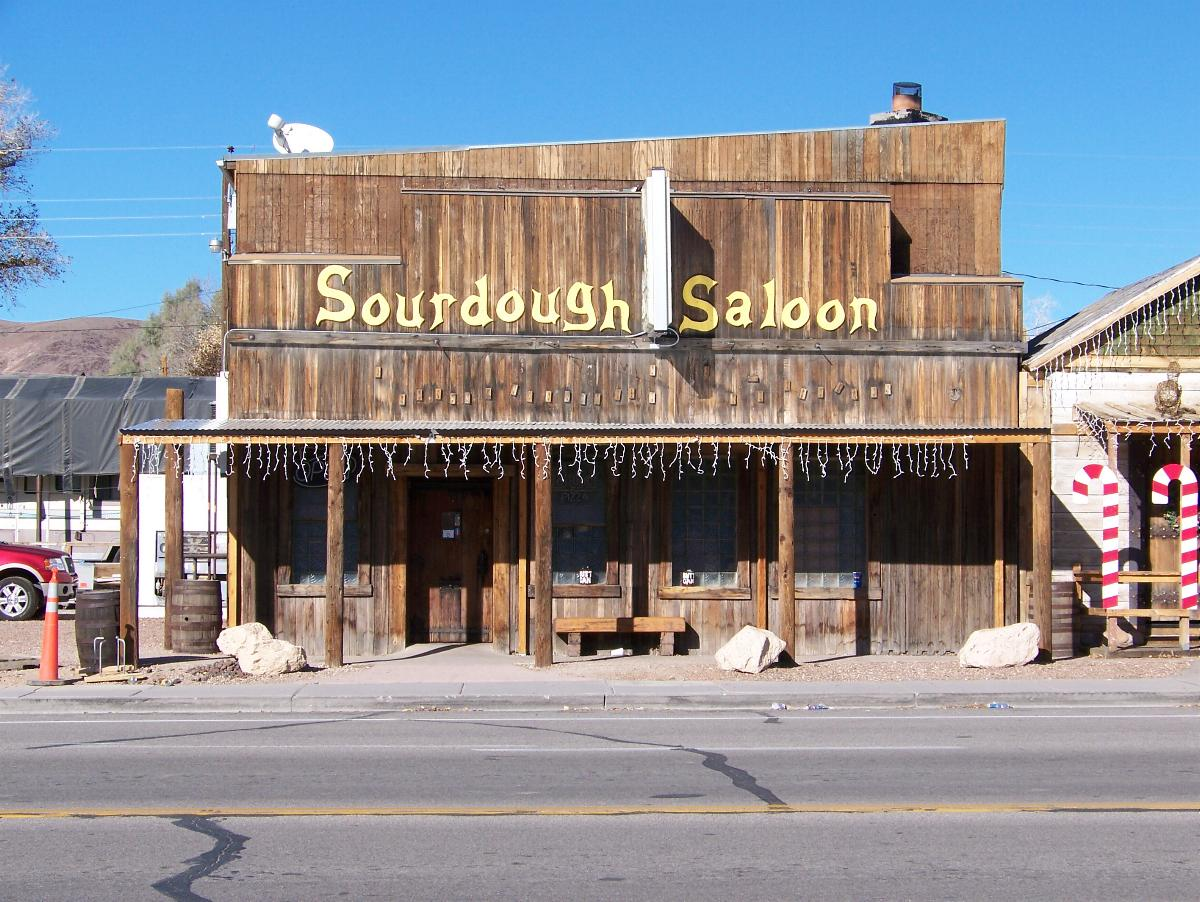
Il Sourdough Saloon di Beatty, Nevada. Costruito nel 1905 circa.
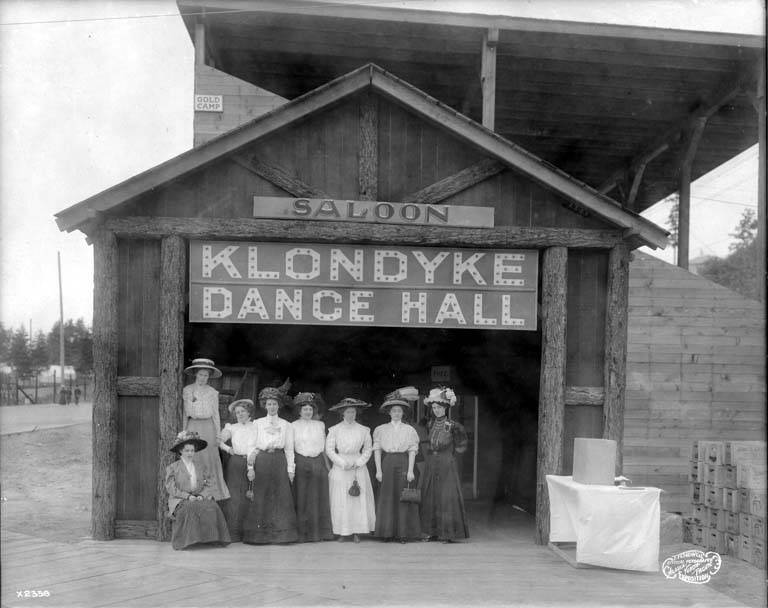
Il Klondyke Dance Hall & Saloon nel 1909 presso Seattle, Washington.
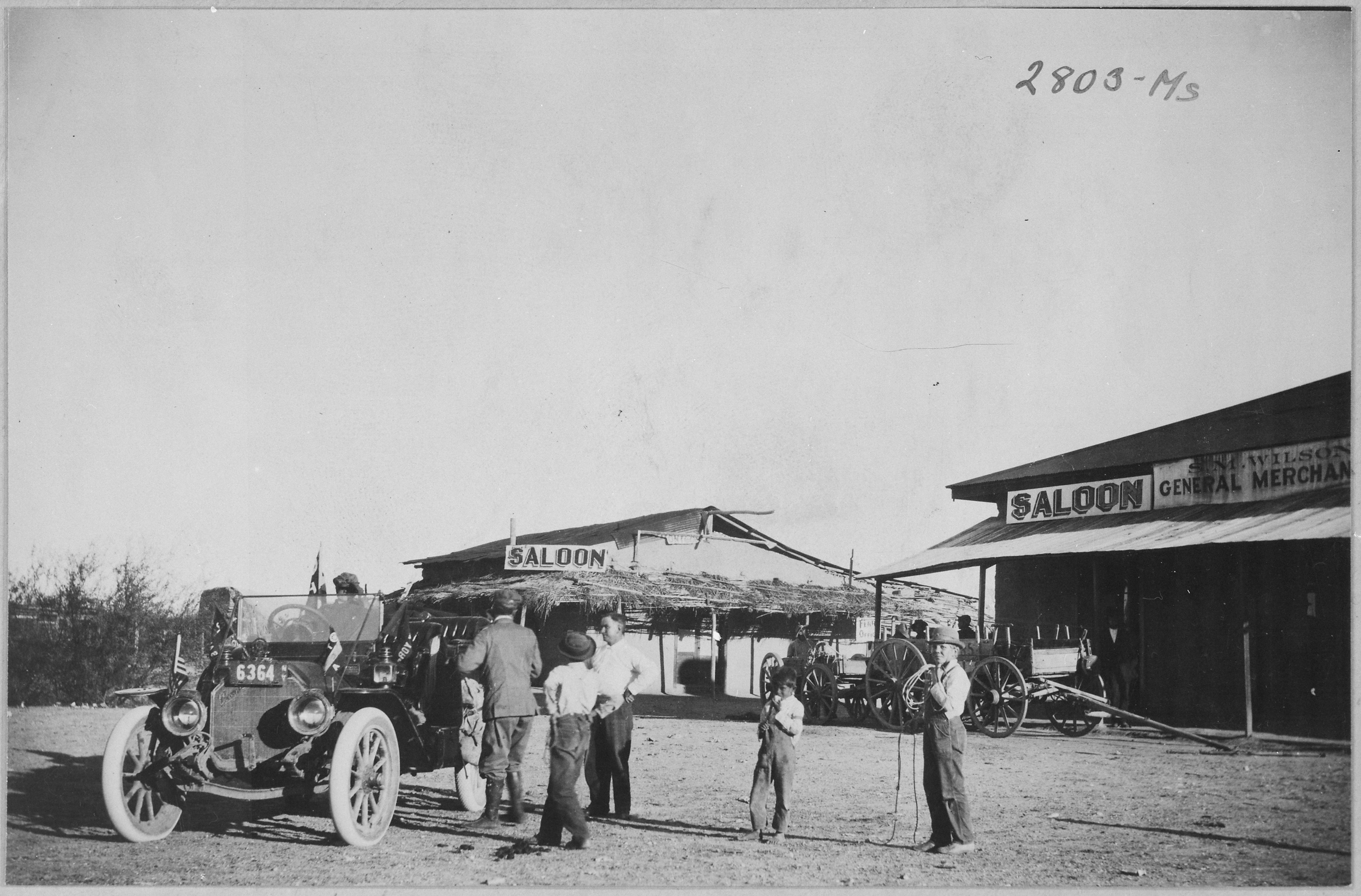
Saloon a Ehrenberg, Arizona nel 1911.
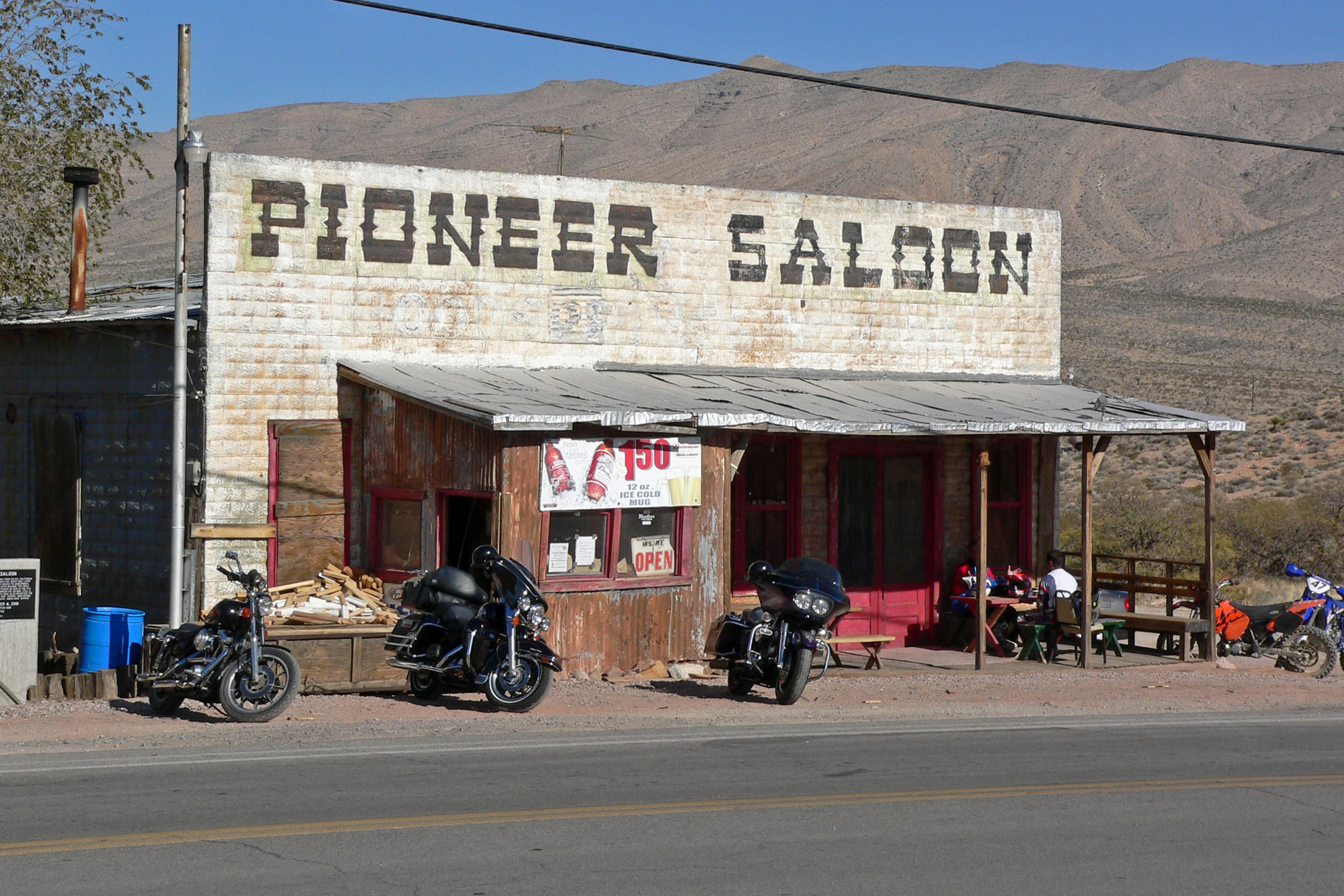
Il Pioneer Saloon di Goodsprings, Nevada. Costruito nel 1913.
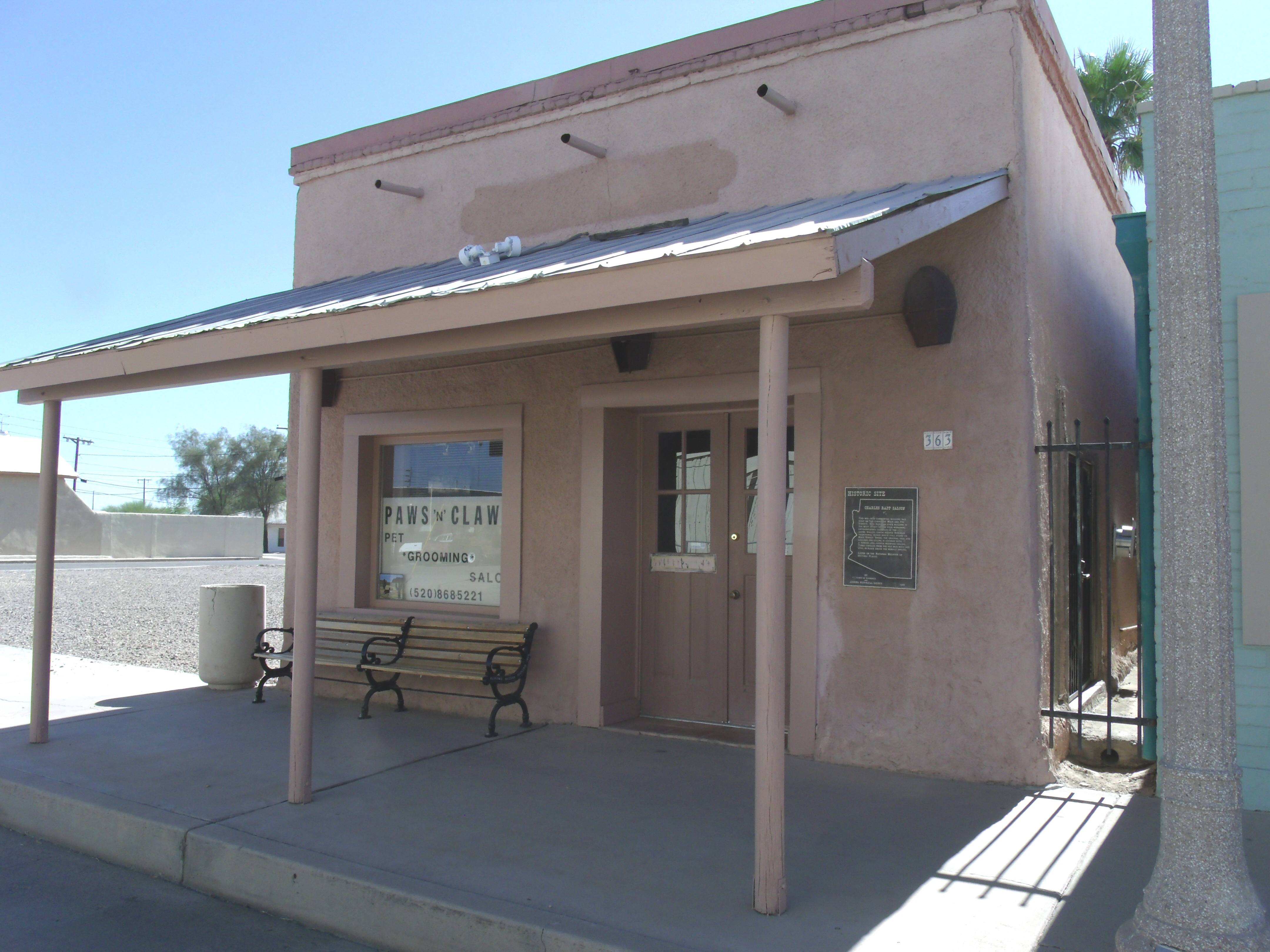
Il Charles Rapp Saloon Building di Florence, Arizona. Costruito nel 1875.
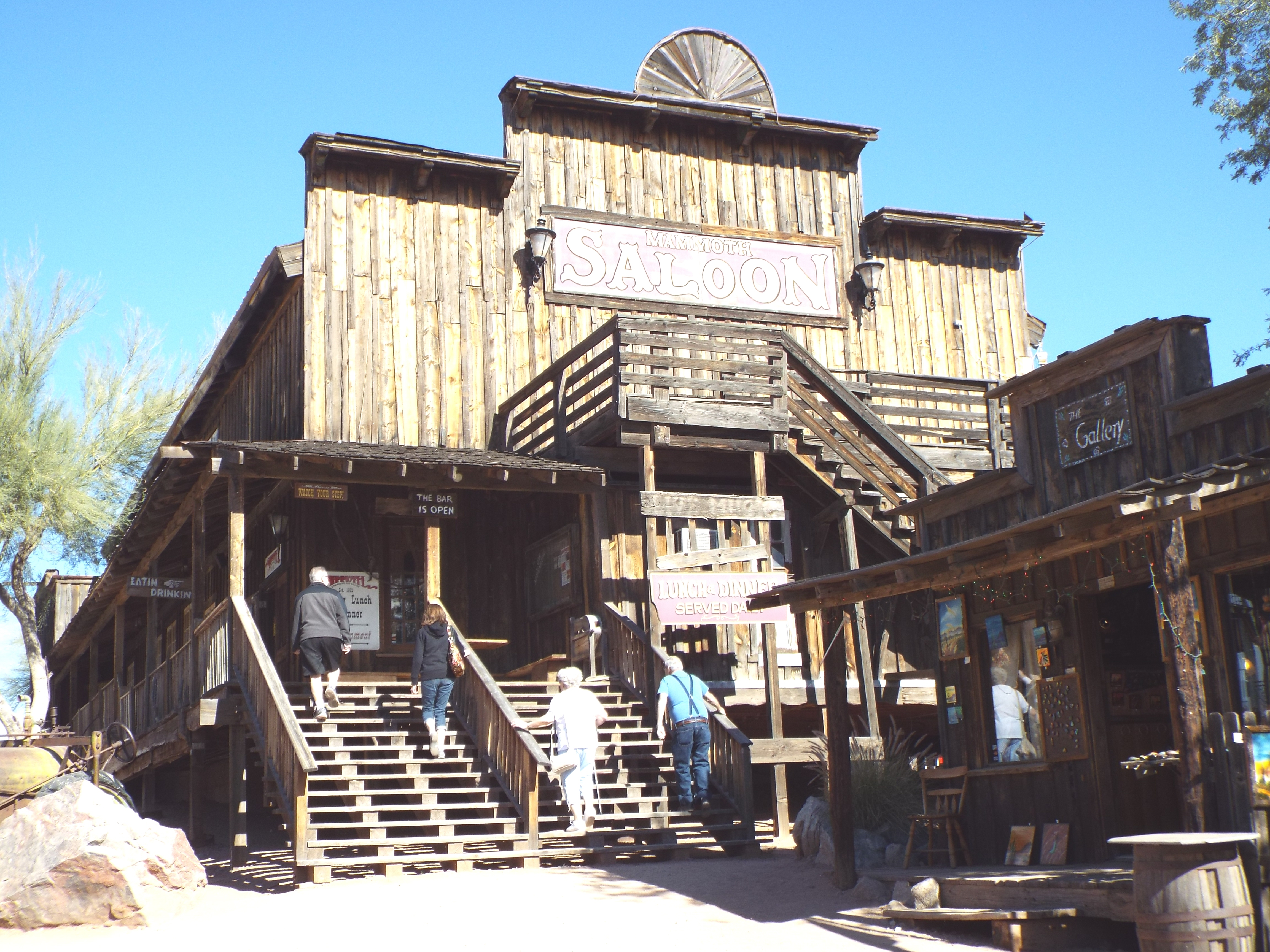
La Mammoth Steak House and Saloon di Goldfield, Arizona. Costruita nel 1893.